# Histoire de l'Afrique

Carte des entités politiques d'Afrique, ayant existé à des dates différentes entre env. -500 et env. 1500.

L'histoire de l'Afrique est précédée par la préhistoire de l'Afrique. Le continent est le berceau de l'humanité depuis au moins 300 000 ans. Homo sapiens s'est par la suite répandu dans le reste du monde. Vers le milieu de l'Holocène, le Sahara, qui était précédemment arrosé par les pluies de mousson, devint aride et coupa ainsi l'Afrique en deux, conduisant à des évolutions distinctes mais non totalement indépendantes entre l'Afrique du Nord et l'Afrique subsaharienne, reliées par quelques corridors commerciaux passant par des réseaux d'oasis.
À partir d'environ 3150 av. J.-C., la première grande civilisation, l'Égypte antique, se développe le long du Nil. Au Ier millénaire av. J.-C., l'Afrique du Nord subit l'influence des Phéniciens, puis des Grecs et des Romains. L'Afrique subsaharienne voit naître ses propres sociétés dans les zones de savanes. À partir d'environ 1000 av. J.-C., l'expansion bantoue commence à repoussar les peuples Pygmées et Khoïsan. En Afrique de l'Ouest, le Royaume mossi se démarque par sa remarquable ténacité à résister à tous les envahisseurs. Venu du Ghana, ce royaume fixe sa capitale en plein milieu de l'Afrique l'Ouest.
La religion chrétienne s'implante en l'Afrique dès le Ier siècle, d'abord dans l'Afrique romaine du nord du continent, puis en Éthiopie. Le VIIe siècle voit les débuts de l'Islam en Afrique, lequel s'installe sur la côte est et dans le nord du continent jusqu'au Sahel. L'Afrique du Nord s'arabise lentement et se convertit à l'Islam à partir de la conquête arabe des VIe et VIIe siècles. En Afrique subsaharienne, à partir du VIIIe siècle et jusqu'au XVIIe siècle, de puissants royaumes se succèdent, tels que l'empire du Ghana, le Fouta-Toro, l'empire du Mali, l'Empire songhaï, le royaume du Kanem-Bornou, l'empire de Sokoto ou le royaume du Bénin, mais sans adopter l'écriture.
Vers la fin de cette période, au XVe siècle, les Portugais, suivis par d'autres nations européennes, installent sur la côte ouest un trafic d'esclaves, la traite atlantique, qui s'ajoute à la traite intra-africaine et à la traite orientale qui sévissaient depuis longtemps déjà sur le continent. Grâce à ce nouveau débouché commercial, certains royaumes africains prospèrent grâce au trafic d'esclaves, comme ceux de la côte du Zanguebar ou de la Côte des Barbaresques, en se fournissant chez leurs ennemis ou chez leurs voisins infidèles. Le XVIIIe siècle voit le début des explorations européennes de l'intérieur des terres, suivies par la colonisation massive du continent entre la fin du XIXe et le début du XXe siècle (voir Partage de l'Afrique). Si la traite esclavagiste en direction des pays arabes perdura jusqu'à nos jours, celle de l'Atlantique cesse à la fin du XIXe siècle, mais l'exploitation coloniale se développe, comme dans le Congo belge. L'Afrique était au début du XXe siècle presque entièrement sous domination coloniale européenne et le resta pendant encore une quinzaine d'années à l'issue de la Seconde Guerre mondiale. Les pays africains modernes ont sont les héritiers.
La plupart des États obtiennent leur indépendance entre la fin des années 1950 et le milieu des années 1970, parfois à l'issue de guerres d'indépendance sanglantes comme en Algérie. Les pays du continent présentent la croissance démographique la plus importante de la planète et une situation sanitaire qui s'améliore nettement tout en progressant moins vite que dans les autres pays en développement.

## Toponymie
Le nom « Afrique » dérive du latin Africa, désignant à l'origine la province d'Afrique proconsulaire dans l'Empire romain, qui recouvrait approximativement ce que sont aujourd'hui la Tunisie, la région côtière d'Algérie et la Tripolitaine libyenne et qui finit par désigner toutes les terres au-delà. À l'origine, le terme utilisé était « Éthiopie », et les Africains étaient appelés « Éthiopiens » dans la mythologie, mais le terme « Afrique » le remplaça lorsque l'Éthiopie actuelle réclama son droit à utiliser son nom historique au lieu du traditionnel « Abyssinie » utilisé en Europe, en s'appuyant sur La Chronique des rois d'Aksoum, un manuscrit guèze du XVIIe siècle, où le nom Éthiopie est dérivé d'Ityopp'is, un fils de Koush inconnu de la Bible, qui aurait fondé la ville d'Aksoum. Pline l'Ancien exposait la même tradition en parlant d'« Æthiops, fils de Vulcain ». Un phénomène analogue a eu lieu pour l'Asie : désignant à l'origine les terres situées à l'Ouest de l'Anatolie, (ce terme ayant été ensuite repris par les Romains pour désigner la province recouvrant ce territoire), ce mot finit par désigner toutes les terres à l'Est de celle-ci. Ce phénomène est symptomatique de la division historique entre les deux parties du continent, entre le Nord et l'Est intégrés à l'Eurasie et à la Méditerranée, et le reste du continent qui resta longtemps à l'écart des grandes routes commerciales intercontinentales comme la route de la soie.

## Historiographie de l'Afrique
L'historiographie de l'Afrique remonte à l'Antiquité, mais son champs de recherche moderne est quant à lui récent et encore soumis à de fréquentes évolutions. Elle est caractérisée par plusieurs éléments complexes à prendre en compte tel que la rareté de matériel écrit, l'utilisation de données issues de la tradition orale ainsi qu'un historique de données anthroplogiques et ethnologiques majoritairement observées sous le prisme européen et dans un contexte colonial.
Ce n'est qu'à partir des années 1950 qu'un mouvement académique s'opère afin de reconstruire l'histoire de l'Afrique sous un prisme décolonisé. L'implantation des premières universités permet la formation d'un corps d'historien interne qui affinent dès lors la méthodologie scientifique à appliquer en fonction de chaque contexte et pour pallier les complexités rencontrées. Quatre principes sont mis en place : l'interdisciplinarité, renforcer le regard de l'historien depuis l'intérieur du continent, établir une historiographie des peuples et éviter l'approche événementielle.

## Préhistoire

Schéma simplifié du grand Rift est-africain.

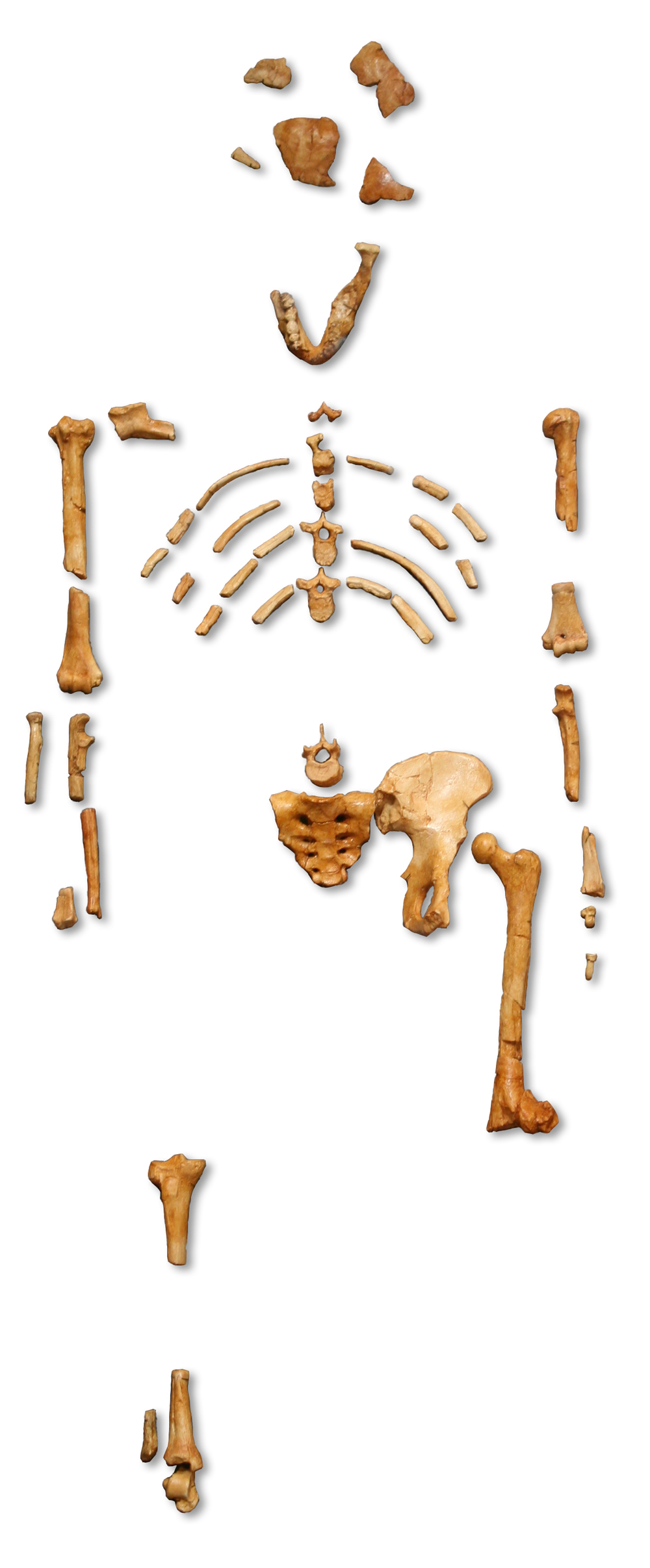
Lucy, un squelette partiel d’Australopithecus afarensis

### De Toumaï à Sapiens
La vallée du Grand Rift, l'Afrique australe et le Tchad ont livré un grand nombre de fossiles d'Hominina anciens : Sahelanthropus tchadensis (fossile Toumaï), daté de 7 millions d'années, Orrorin tugenensis, daté de 5,9 millions d'années, Ardipithecus ramidus (fossile Ardi), daté de 4,4 millions d'années, huit espèces d'Australopithèques, allant de 4,3 à 2 millions d'années, trois espèces de Paranthropes, allant de 2,7 à environ 1 million d'années. Le genre Homo émerge, selon les auteurs, avec la mandibule fossile LD 350-1 ou avec l'espèce Homo ergaster, il y a environ 2 millions d'années.
L'Afrique est considérée comme le berceau de l'humanité. Les plus anciens fossiles connus d'Homo sapiens ont été trouvés en Afrique, à savoir au Maroc, en Afrique du Sud et en Éthiopie. De plus, les études génétiques montrent que tous les non-Africains actuels trouvent leur origine en Afrique,. Selon la théorie de l'origine africaine de l'Homme moderne, un groupe d'Homo sapiens a quitté l'Afrique il y a 50 à 60 000 ans pour peupler le reste du monde,,. Pendant environ 300 000 ans, Homo sapiens a formé exclusivement des groupes de chasseurs-cueilleurs,,.

### Formation du Sahara
La taille du Sahara a considérablement varié au fil du temps en raison de la fluctuation des précipitations. Durant la première moitié de l'Holocène, le Sahara était un territoire suffisamment arrosé pour former des lacs géants. De nombreux sites du Sahara, comme dans le Tassili n'Ajjer, ont livré des peintures rupestres datées du Mésolithique et du Néolithique représentant un Sahara peuplé d'animaux sauvages puis domestiques.
L'assèchement progressif du climat au cours de la seconde moitié de l'Holocène a transformé le Sahara en désert,. Les pluies ont également diminué en Afrique de l'Est, à l'exception des plateaux éthiopiens. Le désert du Sahara est ainsi devenu  une barrière géographique qui a séparé l'Afrique du Nord de l'Afrique subsaharienne. Les populations subsahariennes n'ont pu dès lors se déplacer que sur un axe Est-Ouest ou bien vers le Sud. Pierre Gourou parle de « hiatus isolant ». La vallée du Nil est alors devenue le principal couloir de circulation Nord-Sud. Certains auteurs soutiennent que la vallée du Nil aurait reçu des populations quittant des terres sahariennes devenues arides, ce qui aurait favorisé l'émergence ultérieure de la civilisation égyptienne. L'Égypte a suivi un processus de développement distinct du reste de l'Afrique, puis les États de la Corne de l'Afrique, qui ont été tôt en contact avec les sociétés de la péninsule arabique,.

### Développement de l’agriculture puis de la métallurgie
L’agriculture et l'élevage arrivent en Afrique d'abord par le delta du Nil, en provenance du Levant. Plus tard, l'agriculture émerge indépendamment au Sahel et peut-être en Éthiopie, par la domestication d'espèces locales,. L'âne a notamment été domestiqué en Afrique de l'Est. La forêt équatoriale reste longtemps le territoire des chasseurs-cueilleurs, Khoïsan et Pygmées. Les premiers se divisent aujourd'hui entre les chasseurs-cueilleurs San, appelés aussi « Bochimans » et les pasteurs Khoïkhoïs. 
L'agriculture apparaît en plusieurs lieux selon un processus complexe. Vers 6000 av. J.-C., il s'agit d'abord d'une adoption par l'Égypte de plantes venant du Proche-Orient. L’Éthiopie (et la Corne de l'Afrique en général) se distingue de ses voisines et entretient des contacts intermittents avec le Moyen-Orient. La culture, la langue ainsi que les espèces cultivées en Éthiopie (café, sorgho, teff) sont particuliers à cette région.
Vers 3000 av. J.-C., une migration majeure de populations d'agriculteurs venus du Proche-Orient a lieu en direction de l'Afrique. Cette implantation de nouvelles populations est notamment présente dans la corne de l'Afrique. Vers 2000 av. J.-C., une agriculture autochtone se développe au Sahel, avec la domestication du mil, du riz africain, de l'igname et du sorgho.
Au Nigeria, les populations de culture Nok (vers 1500 - Ier siècle av. J.-C.) pratiquent l'agriculture (mil, haricot) et la cueillette de plantes sauvages. Elles maitrisent la métallurgie du fer dès 800 av. J.-C., mais sans la « complexité sociale » imaginée auparavant (sans inégalité ni hiérarchie).
En Afrique australe, des groupes d'éleveurs probablement d'origine est-africaine ont commencé à arriver dans la région il y a environ 2 000 ans, avant l'expansion bantoue. Cette diffusion du pastoralisme d'Afrique de l'Est semble montrer une migration à prédominance masculine. Ils introduisent de nouvelles pratiques de subsistance et d'élevage pour les chasseurs-cueilleurs locaux.
Les agriculteurs parlant des langues bantoues, originaires de l'ouest du Cameroun, apportent l'agriculture en Afrique centrale et orientale il y a environ 2 000 ans, puis en Afrique australe il y a environ 1 000 ans. Cela entraîne le remplacement complet des chasseurs-cueilleurs locaux dans la plupart des régions.
La métallurgie du fer apparaît précocement en Afrique, dès le début du Ier millénaire av. J.-C. en Afrique de l’Ouest et du centre (territoires des actuels Gabon, Cameroun et République du Congo) et dans la région des Grands Lacs,.

## Afrique antique

### Égypte antique
Les premières traces d'histoire écrite en Afrique datent de l'Égypte antique, dont le calendrier est toujours employé pour dater les cultures de l'âge du bronze et de l'âge du fer de la région. À l'origine fondé par le pharaon de Haute-Égypte Narmer, le royaume va progressivement s'étendre et finir par englober l'ensemble de la vallée du Nil, des Cataractes du Nil jusqu'au Delta qui apporte ses eaux dans la Méditerranée. Les débuts du royaume sont marqués par les guerres contre les Libyens (voir Libye antique) installés en Cyrénaïque, du fait de leurs incessants raids dans la vallée du Nil. Le royaume d'Égypte atteint son apogée sous le Nouvel Empire, entre -1567 et -1080, après que les envahisseurs Hyksôs ont été chassés. Traditionnellement, seuls six dirigeants de la XVe dynastie sont appelés « Hyksôs ». Les noms hyksôs sont très proches des noms cananéens, confirmant un lien avec le Levant antique. Les Hyksôs introduisirent de nouveaux armements en Égypte, notamment l'arc composite, le cheval et le char.
Cette période, connue notamment grâce aux tablettes découvertes à Amarna, est celle d'un développement considérable du royaume concomitamment à celui des Hittites, du Mittani (peuplé par les Hourrites), de l'Urartu au Moyen-Orient. Sous le règne de certains des plus grands pharaons égyptiens, comme Ramsès II ou Akhenaton, le royaume va s'étendre hors d'Afrique et prendre le contrôle d'un large territoire allant jusqu'au Liban. Cette période va être également celle de grandes innovations (telles que le Culte d'Aton, l'un des premiers monothéismes au monde) et est souvent considérée comme l'apogée de la civilisation égyptienne d'un point de vue culturel, comme en témoigne le faste du Tombeau de Toutânkhamon. Cette période va se terminer à la suite des invasions des Peuples de la mer, parfois assimilés à des envahisseurs achéens, au cours d'une période mal connue qui fut celle d'un effondrement généralisé des structures de pouvoir existantes à la fin du IIe millénaire av. J.-C.. Si des invasions du Delta semblent avoir été repoussées, l'Égypte décline très fortement au cours de cette période.
Au sortir de cette période de crise, l'Égypte passera tour à tour entre les mains de dynasties étrangères au cours du Ier millénaire av. J.-C., comme celle de l'Assyrie, de l'Empire néo-babylonien ou plus tard des Achéménides, et celles de dynasties locales souvent arrivées au pouvoir à la suite de révoltes contre ces occupants à l'instar de Nékao II qui lutta contre les Assyriens. Si cette période fut marquée par de perpétuels conflits, l'Égypte se rétablit progressivement et peut à nouveau se lancer dans de grands projets d'infrastructure, en témoignent la rénovation du canal des pharaons par Nékao II après plusieurs siècles d'abandon. Au bout du compte, l'arrivée de l'Empire achéménide amorça un début de stabilisation du pays, avant que la conquête d'Alexandre le Grand et l'arrivée au pouvoir des Lagides (ou Ptolémées) ne lance le début d'un dernier âge d'or de l'Égypte Antique et d'un développement économique considérable dans la région du Delta principalement. Au cours de cette période, l'Égypte est l'un des « greniers » de la Méditerranée, et fournit en grain la République romaine. L'Égypte profite également de la route des Indes, qu'elle a réorienté vers la mer Rouge vers 100 av. J.-C. et qu'elle contrôle en partie grâce à son comptoir de Dioscoride.
L'histoire de l'Égypte antique en tant qu'entité indépendante se termine avec la fin de la dernière guerre civile de la République romaine, où la défaite de Marc Antoine et de son alliée Cléopâtre VII entraîne l'annexion du royaume par Octavien (qu'il détenait en totalité à titre personnel) et son intégration en tant que province de l'Empire romain nouvellement formé. La période sous domination romaine (voir Période romaine de l'Égypte) voit globalement le déclin de la province, exploitée pour son grain et supplantée au niveau du commerce oriental et de la puissance militaire par le diocèse d'Orient centré autour d'Antioche et de la Syrie-Palestine. Ainsi, la conquête facile de l'Égypte (ainsi que du reste de l'Afrique romaine) par Zénobie de Palmyre lors de la crise du troisième siècle est un bon exemple de l'affaiblissement de l'Égypte. Si la province demeure importante jusqu'à la fin de l'Antiquité, elle n'est donc plus la superpuissance qu'elle a pu être à l'époque lagide.

### Nubie
La première civilisation qui parvient à unifier ces régions autour d'elle fut celle du royaume de Kerma qui tient son nom de la cité capitale de Kerma. Ce royaume, qui exista à peu près de -2500 à 1500 avant notre ère, finit par chuter sous les coups de l'Égypte et resta sous son contrôle jusqu'au VIIIe siècle. Le royaume de Koush, centré autour de la ville de Napata, fut celui qui finit par libérer la Nubie du joug égyptien. Il reprit beaucoup de pratiques traditionnelles égyptiennes, notamment leur religion, et les pyramides, envahissant même l'Égypte et fondant la XXVe dynastie au VIIIe siècle avant notre ère. Défaite par l'Assyrie, la dynastie se recentra en Nubie et déplaça sa capitale à Méroé au Ve siècle av. J.-C. Des royaumes rivaux existèrent également par intermittence, comme ceux des Blemmyes, mais le royaume de Méroé fut le plus durable.
Un des faits les plus marquants de ce royaume est l'importance accordée aux femmes, qui jouèrent un grand rôle dans la survie du royaume. Ainsi, les candaces (étymologiquement « mère du roi ») pourraient avoir été l'équivalent des pharaons égyptiens, même si elles semblent avoir partagé leur pouvoir avec un homme. Les plus célèbres sont Amanirenas et sa fille Amanishakhéto qui lui succéda. Elles luttèrent contre les armées romaines d'Auguste entre 28 et 21 avant notre ère, dans un conflit frontalier que les Nubiens avaient initié. Les armées nubiennes, fortes de 30 000 hommes, ravagèrent la Thébaïde et l'île de Philæ, en massacrant les cohortes romaines postées en garnison. Après l'accession au trône d'Amanishakéto, les pillages se poursuivent jusqu'à l'Île Éléphantine Ce ne fut que lorsque les Romains envoyèrent le préfet Publius Petronius que la situation se stabilisa. Lorsque la paix fut signée en -21, à l'avantage des Nubiens, la frontière fut fixée à Maharraqa et le restera jusqu'à la chute du royaume. Le royaume de Méroé prospéra pendant deux siècles encore, profitant d'une paix durable avec les Romains pour se développer commercialement.
En 350 avant notre ère, le royaume de Méroé s'effondre, notamment du fait du conflit avec le royaume d'Aksoum. Les principautés d'Alodie, de Makurie et de Nobatie lui succèdent, chacune contrôlant une portion du cours du Nil. Ainsi, la Nobatie contrôle la zone entre la 1re et la 3e cataracte, la Makurie s'établit à partir de la 3e cataracte et se partage la zone entre la 5e et la 6e cataracte avec l'Alodie. Avec la conversion des principautés à la fin du VIe siècle, le christianisme monophysite, plus connu comme christianisme copte, trouve un relais dans la haute vallée du Nil alors qu'il est condamné comme hérétique ailleurs.

### Expansion bantoue

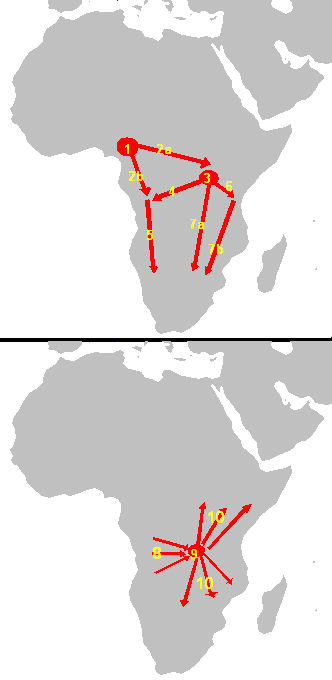
1 = 3000–1500 av. J.-C., origine.
2 = env. 1500 av. J.-C., premières migrations.
2.a = Bantou oriental. 2.b = Bantou occidental.
3 = 1000—500 av. J.-C., Urewe, noyau du Bantou oriental. 4–7 = avancée vers le sud.
9 = 500 av. J.-C.—0, noyau Congo. 10 = 0—1000 ap. J.-C., dernière phase,,

Tandis que prospéraient et se développaient les civilisations de l'aire nilotique, vers 2000 av. J.-C. ou 1500 av. J.-C., commença la première migration bantoue vers les forêts tropicales d’Afrique centrale, à partir d'une localisation située au sud-est du Nigeria et du Cameroun actuels. Il s'agit probablement d'un effet de la pression démographique des populations du Sahara qui fuyaient l’avancée du désert. La seconde phase de migration, environ mille ans plus tard, vers 1000 av. J.-C., les amena jusqu’en Afrique australe et orientale. Les bantous, éleveurs et semi-nomades, dans leur mouvement vers le sud, affrontèrent les populations locales de chasseurs-cueilleurs et se métissèrent avec elles, jusqu'à atteindre l'aire des locuteurs khoïsan, en Afrique australe. Ces évènements expliquent la carte ethno-linguistique de l'Afrique actuelle.
Leur migration s'accompagne par l'introduction de plusieurs pratiques agricoles, par la production de céramique et puis tardivement, entre 30 et 475, par l'introduction d'activités métallurgiques.

### Phéniciens, Grecs et Romains
Le nord de l’Afrique, dans l'aire d'influence méditerranéenne, est exploré depuis l’Antiquité par les Phéniciens et les Grecs qui y établissent de nombreux comptoirs. Sur la côte, la cité-état d'Utique (située dans l'actuelle Tunisie) est fondée par les Phéniciens en 1100 av. J.-C. ; Carthage, base d'une civilisation importante sur la côte nord, est fondée par des colons phéniciens de Tyr, en 814 av. J.-C, ; Utique est, plus tard, absorbée par Carthage au fil du développement de cette dernière. Cyrène, en actuelle Libye, est fondée en 644 av. J.-C. par des Grecs venus de Théra. Elle devint le centre politique de la Cyrénaïque, qui fut englobée dans l'Égypte ptolémaïque (dynastie des Lagides) trois siècles et demi plus tard. En 332 av. J.-C., Alexandre le Grand est reçu comme un libérateur par l'Égypte, alors occupée par les Perses, après une campagne victorieuse de Darius III. Il fonde Alexandrie, qui devient la prospère capitale du royaume ptolémaïque et qui demeura la capitale de la province d'Égypte sous l'Empire romain.
La prospérité de la civilisation carthaginoise repose sur le commerce méditerranéen, mais aussi sur celui avec l'intérieur de l'Afrique, avec notamment les villes de Sabratha et de Leptis Magna (en actuelle Libye), situées au débouché des pistes transahariennes. Du point de vue de l'organisation sociale et politique, Carthage est plus proche d'une confédération de cités-états, unies avant tout par intérêt économique, avec comme noyau un territoire dominé par les grandes familles, comme l'a été l'Ibérie Barcide centrée autour de Carthagène et conquise sur ses fonds propres par Hamilcar Barca, le père d'Hannibal alors même que le sénat carthaginois avait décidé de se recentrer sur l'Afrique après la 1re guerre punique. Sa structure politique est donc bien moins centralisée et unifiée que celle des Romains, ce qui explique son recours massif aux mercenaires et aux royaumes vassaux, comme celui des Massæsyles en Numidie et en Libye, dans ses divers conflits. Cependant, cela la laisse vulnérable aux changements d'alliance, ce qui explique sa défaite face à des Romains bénéficiant quant à eux d'une armée bien plus loyale de citoyens-soldats, nombreuse et bien équipée, à même de maintenir par la force la loyauté des divers Socii, ou peuples alliés,.

### L'Afrique romaine et l'introduction du christianisme
Les Romains vinrent cependant à bout des quatre pouvoirs partagés de la Cyrénaïque, de l'Égypte, de la Numidie et de Carthage. Progressivement, à partir de 146 av. J.-C., après la victoire de Rome sur Carthage à l'issue des Guerres puniques, toute la côte nord du continent est incorporée dans l'Empire romain, à des degrés variables d'autonomie et sans s'aventurer très loin à l'intérieur des terres pour éviter les conflits inutiles avec les tribus maures, ou berbères établies dans les hauteurs. Rome incorpora formellement ce qui est aujourd'hui la côte nord de l'Algérie et la Tunisie après avoir défait le roi Juba Ier des Massæsyles en -26, avant de la relâcher en état client et de l'annexer formellement en 40, ce qui ne se fit pas sans heurts (voir Révolte d'Aedemon).
L'Empire romain compta jusqu'à huit provinces en Afrique, qui est appelée à l'époque Éthiopie : la Tripolitaine, autour de Leptis Magna et de Tripoli, la Byzacène autour d'Hadrumetum, l'Afrique Proconsulaire autour de Carthage, la Numidie cirtéenne autour de Cirta, la Numidie militaire entre ce qui est aujourd'hui Biskra et le Chott el-Jérid, la Maurétanie césarienne autour de Césarée de Maurétanie, la Maurétanie sétifienne autour de Sitifis et la Maurétanie tingitane autour de Tingis. Si la région est riche, et globalement plus stable que les autres frontières de l'Empire, la pénétration romaine est largement circonscrite aux côtes et aux rives du Nil, bien plus faciles à contrôler, en dépit d'expéditions comme celle de Septime Sévère contre les Garamantes. L'Afrique Romaine est donc une province riche du commerce et de l'agriculture grâce à ses grandes métropoles commerciales côtières comme Leptis Magna, Tingis et Carthage et grâce aux plaines fertiles de Numidie. Cette situation en a fait un enjeu important dans la plupart des guerres civiles romaines en dépit de ses garnisons comparativement plus faibles et moins aguerries que celles de Gaule, de Pannonie ou de Syrie. Les écrits de synthèse de Ptolémée, qui permettent de déduire l'étendue du monde connu (directement ou par des témoignages) des Romains, mentionnent les Grands Lacs réservoirs du Nil, des comptoirs commerciaux le long des côtes de l'océan Indien jusqu'à Rhapta en Tanzanie actuelle ainsi que le fleuve Niger.

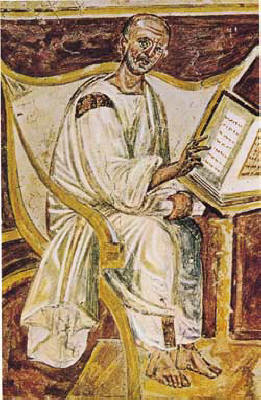
Augustin d'Hippone

Le christianisme est arrivé en Afrique dès le Ier siècle apr. J.-C. dans les grandes villes. Selon la légende, il aurait été apporté par Saint Marc lui-même ; c'est plus probablement l'Église de Jérusalem qui envoya des missionnaires. L'Église d'Alexandrie fut une des plus anciennes Églises chrétiennes. Vers 200, Alexandrie était le siège d'une Église officiant en grec ; en 325, l'Égypte comptait 51 évêchés et la Bible circulait en copte. Le Didascalée y fut une des grandes écoles théologiques des premiers siècles du christianisme.
Dans les provinces berbères, les communautés chrétiennes étaient également très nombreuses et dynamiques dès le milieu du IIe siècle. Les débuts du christianisme dans cette région sont étroitement liés à la personne de Tertullien ; celui-ci adopta un caractère spécifique, se faisant remarquer par son intransigeance, refusant de participer à la vie politique de la cité et de servir au sein de l’armée de l’Empire. Ce choix politico-religieux a été à l’origine de conflits parfois violents. Cette tendance intransigeante perdurait au début du IVe siècle et après la persécution de Dioclétien en 303, les donatistes refusèrent la réintégration dans la communauté chrétienne des lapsi qui avaient failli.
Au IVe siècle, l'Afrique vit la naissance d'Augustin d'Hippone, père de l'Église dont la pensée devait avoir une influence déterminante sur l'Occident chrétien au Moyen Âge et à l'époque moderne. Devenu évêque d'Hippone (actuelle Annaba), il s'opposa dans ses écrits au donatisme et au manichéisme ; il est le principal penseur qui permit au christianisme occidental d'intégrer une partie de l'héritage grec et romain, en généralisant une lecture allégorique des Écritures liée au néoplatonisme.
Au IVe siècle, le christianisme s'étend vers l'Afrique de l'Est (notamment en Nubie et en Éthiopie). L'Église copte orthodoxe ainsi que l'Église éthiopienne orthodoxe font partie des plus anciennes Églises au monde.

### Aksoum
Aksoum (en actuelle Éthiopie) a été le centre de l'empire aksoumite entre le Ier et le VIe siècle de notre ère. Le site archéologique où se trouvent les obélisques d'Aksoum a été inscrit sur la liste du patrimoine mondial de l'UNESCO en 1980. Dans les alentours de la ville se trouvent de nombreux autres sites datés de cette période antique. Cet empire a prospéré grâce au commerce avec le reste de la mer Rouge, et réussit à s'affirmer comme l'un des États les plus puissants du monde à son époque. Dans le Périple de la mer Érythrée, les principaux ports de l'empire aksumite sont Adulis et Avalites. Adulis est rapidement devenu le principal port pour l'exportation de marchandises venant d’Afrique telles que l’ivoire, l’encens, l’or et les animaux exotiques au cours du Ier siècle. Le royaume se renforce progressivement grâce à ce commerce, tirant profit de sa position de poste intermédiaire entre l'Inde et l'Empire romain, au point d'être en mesure de prendre le contrôle de la région de Tihama en Arabie et d'intervenir fréquemment au Yémen. Il compte ainsi parmi les grands de son temps. Le prophète persan Mani, ayant vécu au IIIe siècle, le décrit comme l'une des quatre grandes puissances de son temps avec Rome, la Chine et l'Inde.
Sous le règne d'Ezana (320-360), entre 325 et 328, Aksoum devient le premier grand empire à se convertir au christianisme, et le deuxième État après l'Arménie. Son règne est également marqué par ses interventions pour mettre à bas son rival commercial de toujours, le royaume de Koush. Cela lui permet d'affermir son contrôle du commerce est-africain, du pays des Blemmyes à la Somalie. Sous le règne de ses successeurs, notamment d'Ella Asbeha, l'empire réussit à vaincre le Himyar de Dhu Nuwas dans les années 520 et à consacrer sa domination maritime sur l'entrée de la mer Rouge. Cette domination persista jusqu'aux débuts de l'ère musulmane, le royaume réussissant à entretenir globalement de bonnes relations avec le califat émergent et à repousser une attaque d'Omar ibn al-Khattâb sur Adulis. Cependant, la ville est quasiment détruite, ce qui affecte les revenus de l'État, déstabilise l'autorité du royaume et aggrave les troubles internes. De plus, l'établissement du califat du golfe Persique jusqu'au Maghreb fit perdre de leur importance aux routes commerciales de la mer Rouge, auparavant avenue principale du commerce de l'océan Indien vers Rome.
Ainsi, à partir du VIIe siècle, la puissance aksumite déclina rapidement. La concurrence des Arabes sur les routes maritimes vers l’Inde et la côte orientale de l’Afrique, le déclin des crues du Nil et plusieurs saisons de sécheresse extrême et prolongée sont probablement les causes de ce déclin ; la population a dû se réfugier à l’intérieur des terres sur les hauts plateaux, dont la surexploitation a conduit à une diminution du rendement des cultures et donc de l’approvisionnement. La période est globalement mal connue, les vestiges matériels diminuant avec l'appauvrissement et l'affaiblissement du royaume. Dans les récits, une invasion par une reine étrangère (appelée Yodit ou Gudit et de confession juive, ou Bani al-Hamwiyah d'origine Sidama et de confession païenne) aux IXe   ou   Xe siècles aurait signé la fin du royaume, et la destruction de ses églises et écrits. Le début du Moyen Âge est une période sombre dans l'histoire de la région, où il est difficile de démêler la légende de la réalité historique.

## Afrique médiévale

### Islamisation de l'Afrique du Nord

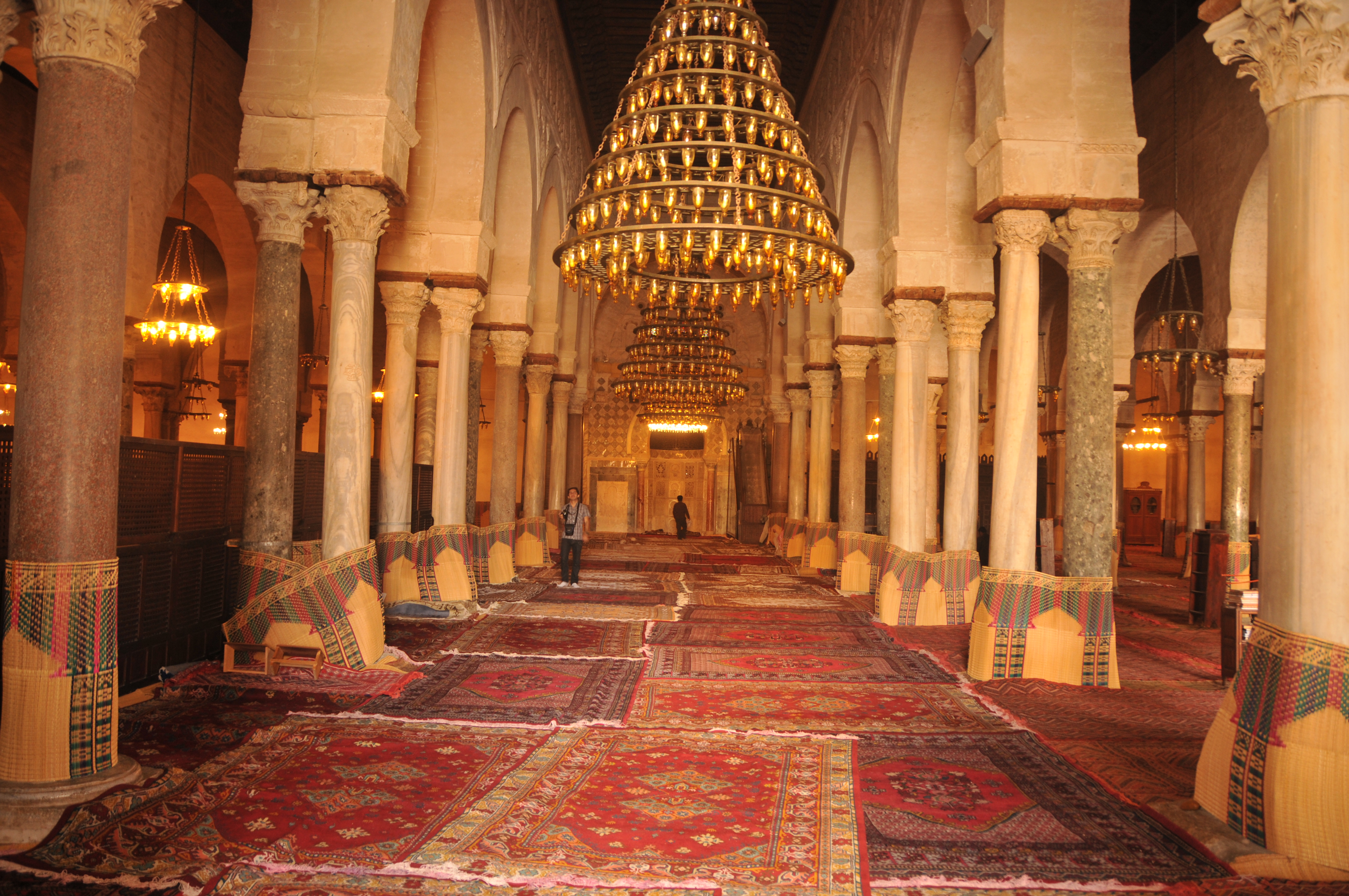
Salle de prière de la grande mosquée de Kairouan, Tunisie, l'une des plus anciennes mosquées d'Afrique.

À partir du VIIe siècle, les armées arabes conquièrent l'Afrique du Nord en profitant de leur victoire sur les Byzantins à la Bataille du Yarmouk. En 639, Amru ben al-As entre en Égypte à la tête de 4 000 soldats. Quatre ans plus tard, en 643, il parvient en Libye, puis aux portes de Sbeïtla en 647. Après une brève interruption due à des querelles de successions, la conquête reprend en 665 sous Oqba Ibn Nafi Al Fihri, neveu d'Amru ben al-As. Il fonde Kairouan en 670 et en fait la capitale de l'Ifriqiya, ancienne province romaine d'Afrique fraîchement islamisée ; c'est la même année (670) qu'est fondée la grande mosquée de Kairouan, l'une des plus anciennes mosquées d'Afrique. La ville de Tunis est également fondée pour supplanter Carthage, reprenant une pratique de remplacement des centres de pouvoir anciens par des centres de pouvoir islamiques commune au reste du califat (comme ce fut le cas à Bagdad qui remplaça Ctésiphon, à Fustat pour remplacer Alexandrie ou encore à Damas pour supplanter Antioche). De là, il rejoint les côtes de l'Afrique de l'Ouest mais se heurte sur la route du retour à une forte résistance berbère emmenée par Koceila. Ce dernier parvient à prendre Kairouan et, après sa mort, les Arabes ne peuvent s'installer dans l'ouest de l'Algérie qu'en s'alliant aux Berbères.
Le Maghreb reste cependant rétif à la domination islamique malgré une conversion rapide des populations sous l'influence notamment d'Idris Ier et du royaume idrisside, ce qui profite aux courants rivaux du sunnisme contrôlé par le calife. Ainsi, les Ifrenides kharidjites prennent le pouvoir au Maghreb et s'allient aux Omeyyades de Cordoue contre les dynasties rivales se réclamant du calife abbasside. Ce courant resta longtemps implanté dans la région, comme ce fut le cas dans d'autres marges du califat (en Afghanistan par exemple). Il faudra attendre l'arrivée au pouvoir des Almoravides au Xe siècle pour que le sunnisme s'impose définitivement dans la région, bien que marqué par des pratiques hétérodoxes comme le rôle particulièrement important donné aux marabouts, qui servent à la fois de saints et de prosélytes auprès de la population.
Les chrétiens d'Égypte, comme dans d'autres régions conquises par le califat, ont été au début confirmés dans leurs postes administratifs, à l'instar des zoroastriens de Perse. Mais, l'instabilité grandissant après la chute des Omeyyades, ce statut particulier a été peu à peu remis en cause. Ils ont alors eu le choix entre la conversion et le statut de dhimmi moyennant un impôt sur la terre, la Djizîa. La plupart choisit la seconde option et réussit à conserver d'importantes responsabilités administratives jusqu'au VIIIe siècle, où les coptes perdent petit à petit leur pouvoir. Ce mouvement s'accélère avec la prise de pouvoir d'Ahmad Ibn Touloun et la période d'Anarchie de Samarra qui entraîne un bouleversement des rapports de force sociaux, au profit des autorités militaires souvent d'origine turque, ainsi qu'une réforme administrative mettant fin aux anciens privilèges en même temps que l'autorité du calife Abbasside est remise en question. L'arabe devient peu après langue officielle et le copte est relégué au rang de langue liturgique. Au XIVe siècle, les chrétiens ne comptent plus que pour 10 % de la population égyptienne, et ont quasiment disparu du reste du continent, Éthiopie et Nubie mises à part.
Pendant cinq siècles, plusieurs dynasties puissantes se succèdent donc en Afrique du Nord, qui est la première région à s'affranchir formellement de la tutelle du Califat abbasside avec la dynastie des Rostémides en Ifriqiya, après l'émirat de Cordoue omeyyade. Cette instabilité ralentit les progrès de l'islam sunnite dans la région, qui a même reculé à certaines époques. Ainsi, en 910, la famille des Fatimides prend le pouvoir à Kairouan et s'étend tant vers l'ouest que vers l'est, reprenant l'Égypte des mains des Turcs dans lesquelles elle était tombée entre-temps et fondant la ville du Caire (al-Qadirah, la victorieuse) à la place de l'ancienne capitale Fustat. Le Califat fatimide ainsi fondé favorisa l'expansion du chiisme dans la région, qui fut dès lors partagée en deux religieusement entre le Maghreb sunnite et l'Égypte chiite. De sévères famines entre 1062 et 1073 amorcent son déclin et Saladin renverse le royaume en 1171. La dynastie Ayyoubide qu'il dirige mettra par la suite en œuvre un vaste programme de conversion des populations chiites conquises, avec la fondation de l'université al-Azhar pour former les imams nécessaires à l'enracinement du sunnisme en Égypte. La conversion de l'Afrique du Nord à l'Islam sunnite a donc été un processus long et chaotique, qui prit plus de cinq siècles.

### Commerce transsaharien
Le commerce entre les pays méditerranéens et l'Afrique de l'Ouest à travers le Sahara a pris son essor à partir du VIIe siècle et a connu son apogée du XIIIe siècle jusqu'à la fin du XVIe siècle. Les principaux produits fournis par l'Afrique sub-saharienne étaient l'or, le sel, les esclaves et l'ivoire. Ce commerce a joué un rôle central dans la diffusion de l'islam en Afrique subsaharienne. Ce commerce présentait la caractéristique de s'organiser autour d'oasis plus ou moins indépendantes des grandes puissances situées de part et d'autre du désert et reliées entre elles par des caravaniers.
Ce commerce a longtemps avantagé économiquement ce qui est aujourd'hui le Maroc par rapport au reste du Maghreb, ce qui rendait son contrôle ou du moins sa protection vital pour les dynasties qui s'y succédèrent. Ainsi, la ville de Marrakech a été fondée par les Almoravides pour devenir leur capitale grâce à sa position de confluent des principales routes d'Afrique occidentale. De même, Ibn Toumert bénéficia la position forte de son village natal Tinmel pour perturber ce commerce et le détourner à son compte, ce qui eut pour effet d'affaiblir les Almoravides établis à Marrakech et de précipiter leur chute au profit des Almohades.

### Afrique de l’Ouest

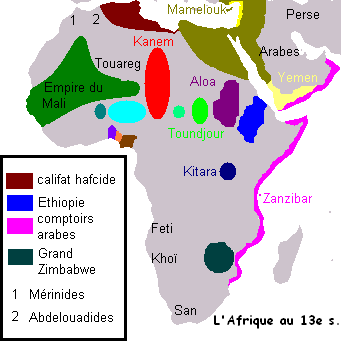
L'Afrique au XIIIe siècle : Mamelouk ; Perse ; Arabes ; Yémen ; califat hafcide ; Kanem ; Touareg ; 1-Mérinides ; 2 - Abdalwadides ; empire du Mali ; Éthiopie ; Aloa (Bolgo) ; Toundjour. comptoirs arabes ; Zanzibar ; Kitara (Bacwezi) ; Grand Zimbabwe ; Feti ; Khoïkhoïs ; San.

Les sociétés installées en Afrique de l'Ouest sont d'origines très diverses. Au sud, du Sénégal au golfe de Guinée, la forêt équatoriale est colonisée par des populations parlant des langues nigéro-congolaises, à l'instar de la totalité des langues parlées au sud d'une ligne reliant le nord du Sénégal au sud de la Somalie. Plus au nord, les régions de savane voient s'installer de petits groupes parlant des langues nilo-sahariennes, probablement en quête de terres plus fertiles face à l'avancée du désert. Ces groupes se dispersent le long du Moyen-Niger et sur les rives méridionales du lac Tchad, près de plaines inondables propices à l'agriculture.
À partir du IXe siècle, plusieurs États dynastiques se succèdent le long de la savane subsaharienne, de la côte Atlantique au centre du Soudan, dont les plus puissants sont l'empire du Ghana, le royaume de Gao et le royaume du Kanem-Bornou. Le Ghana commence à décliner au XIe siècle et l'empire du Mali lui succède deux siècles plus tard. Son mansa, ou roi le plus connu est Mansa Moussa (vers 1312-1332), grâce au récit qui a subsisté de son pèlerinage à la Mecque, qu'il aurait entrepris avec une suite de 60 000 hommes et en causant une dévaluation de l'or qui dura dix ans à cause de ses multiples dons effectués en chemin. Il est ainsi considéré comme l'homme le plus riche de l'histoire par rapport à la richesse de son époque par des chercheurs modernes. Au XVe siècle, alors que le Mali commence lui-même à perdre des territoires, le chef songhaï Sonni Ali Ber échappe à l'autorité de son suzerain et fonde l'Empire songhaï, au centre du Niger actuel, à partir de ce qui n'était qu'un royaume vassal du Mali.
Parallèlement, à partir du XIe siècle, des villes haoussas, en particulier Kano au nord de l'actuel Nigeria, se développent grâce à la pratique du commerce et de l'industrie, jusqu'à former des cités-États. Elles restent en bordure des principaux empires soudaniques jusqu'au XVe siècle, versant des tributs à l'Empire songhaï à l'ouest et au royaume du Kanem-Bornou à l'est.
La progression de l'Islam vers le sud est interrompue par la forêt tropicale qui traverse le continent au niveau du 10e parallèle nord. Ils n'atteignirent jamais la côte de Guinée et les royaumes qui s'y développèrent restèrent hors de toute influence islamique. Ife, la plus ancienne des cités-États yoruba connues, est gouvernée par un prêtre-roi désigné par le titre d'oni. Centre culturel et religieux de l'actuel sud du Nigeria dès le VIIIe siècle, Ife exporta son système gouvernemental vers la ville d'Oyo, qui étend petit à petit son pouvoir sur la région environnante jusqu'à éclipser sa cité-mère et prospérer au sein de son propre État à partir du XVe siècle, constituant l'Empire d'Oyo.
Les yorubas s'installent également à l'est d'Ife, en région de culture edo, au XIIIe siècle, pour y fonder le royaume du Bénin. Deux cents ans plus tard, ce dernier est devenu une importante puissance commerciale, isolant Ife de la côte et de ses ports. À son apogée, entre le XVIe siècle et le XVIIe siècle, le royaume avait annexé une partie du territoire des yorubas et des igbos.

### Afrique de l'Est
La région de la Corne de l'Afrique est marquée tout au long du Moyen Âge par l'expansion de l'islam. Très tôt, au début du VIIe siècle, alors que Mahomet était en conflit à La Mecque avec la tribu des Quraïchites, certains de ses disciples cherchèrent refuge dans le royaume d'Aksoum, au nord de l'Éthiopie, comme Jaafar ibn Abi Talib, et ils furent protégés par l'Empereur d'Aksoum Ashama ibn Abjar. Les relations entre les deux entités étaient donc bonnes au départ, mais à la disparition d'Aksum vers 990 plusieurs populations côtières étaient déjà converties, ce qui engendrera quelques siècles plus tard le début de conflits entre les royaumes musulmans de la côte, comme le sultanat du Choa ou le sultanat d'Ifat, et le royaume d'Abyssinie de l'autre. Le Moyen Âge éthiopien commence avec l'effondrement d'Aksum durant le Xe siècle, et une période de trois siècles de laquelle peu de choses subsistent. Vers 1140, les Zagwés du Lasta arrivent au pouvoir. Ils dominent initialement la partie septentrionale de leur province mais à partir du début du XIIIe siècle, ils étendent leur contrôle sur le Tigray, le Bégemeder et l'actuel Wello. Il s'agit du début d'une résurgence de l'Empire éthiopien avec cette fois le christianisme copte comme marqueur national, l'Église servant de soutien à la dynastie des Zagwés. Ainsi, des églises taillées dans la roche sont édifiées à Lalibela par Gebre Mesqel Lalibela, qui avait décidé de faire de cette ville la capitale de son empire.
Les Zagwés sont renversés à la fin du XIIIe siècle par la dynastie salomonide, fondée par Yekouno Amlak. Cette dynastie, qui se réclame de la lignée des rois d'Aksoum, entreprendra pendant trois siècles la restauration progressive de l'hégémonie éthiopienne sur la région. Durant son règne, les motifs religieux servent de motifs, pour les dirigeants des deux religions, pour des guerres destinées à assurer leur prestige et leur domination. Ainsi, Amda Seyon Ier menacera le sultan mamelouk d'Égypte Nâsir Muhammad ben Qalâ'ûn de détourner le cours de Nil et d'autres représailles après que ce dernier eut repris les persécutions contre les coptes d'Égypte, ce qui mènera à de multiples guerres contre les sultanats côtiers tels que le sultanat d'Ifat, le Hadiya, le Daouaro et les agew (agao) qu'il remportera. Les règnes de ses successeurs, parmi lesquels ceux de David Ier d'Éthiopie (dont l'ambassade en Europe et à Rome donnera naissance au mythe du Royaume du prêtre Jean) et de Yeshaq Ier d'Éthiopie (qui tentera sans succès d'établir une coalition avec Alphonse V d'Aragon et Jean Ier de Berry), seront marqués par des guerres perpétuelles contre les voisins de l'Éthiopie, qu'ils soient païens ou musulmans mais aussi un renforcement progressif du royaume. La conversion des populations est un des recours les plus viables pour stabiliser les territoires conquis. Ainsi, Zara Yaqob, à la fin du Moyen Âge, convertit les habitants du Damot et du Godjam et participe aux débats théologiques.
En Nubie, la situation fut bien plus stable, et propice aux échanges commerciaux. La région est d'abord divisée entre Alodie, Makurie et Nobatie. Cependant, le royaume de Makurie s'étend au VIIe siècle en annexant le royaume voisin de Nobatie à peu près à l'époque de l'invasion arabe ou sous le règne de Mercure de Dongola (Merkurios). Les premiers siècles du Moyen Âge sont en outre marqués par l'arrivée au pouvoir de musulmans en Égypte, qui domineront de façon épisodique la région. Les principautés de Makurie et d'Alodie avaient d'abord infligé une défaite cuisante lors du siège de Dongola aux troupes arabes menées par le général Abd Allâh ibn Saad ibn Sarh, grâce à la supériorité de leurs archers. À la suite de cette bataille, un traité appelé Baqt est signé entre les deux parties. En l'échange d'une coopération commerciale et judiciaire avec les fugitifs, ainsi que de l'envoi régulier d'esclaves par les Nubiens, la paix fut globalement maintenue entre les différentes parties jusqu'au XIIIe siècle. La seule exception fut lorsque la Makurie avait essayé de replacer les Fatimides sur le trône en Égypte peu après la conquête de Saladin en 1171, mais l'expédition est battue et Qasr Ibrim occupée. La Makourie déclina à partir de ce moment-là, et sombra peu à peu dans l'anarchie, en particulier après l'arrivée de Baybars et des Baharites (Mamelouks du fleuve) au pouvoir en Égypte, qui relança la tentative de conquête par l'Égypte de la région. Des tribus arabes s'implantèrent dans la région, et celle des Awlad kenz prit le contrôle de la région couverte par la Makurie en 1412, qui s'islamisa progressivement sous leur influence jusqu'à la fondation du royaume puis sultanat de Sennar, qui reconquit la Nubie en 1504 avant de se convertir à l'islam en 1523. Ce royaume se maintint dans la région, en dépit des convoitises ottomanes et éthiopiennes, jusqu'au XIXe siècle.
Plus au Sud, la côte allant du Sud de la Somalie à Sofala est colonisée progressivement par des commerçants Arabes et Persans, en particulier par les Shirazi à Kilwa notamment. Ces élites marchandes exercent une forte influence sur les peuples bantous de la côte, donnant progressivement naissance à la culture swahilie dans les régions dominées. L'ensemble de la côte est ainsi convertie à l'islam d'ici au XIIIe siècle, en grande partie parce que les musulmans échappaient à l'esclavage tandis que les kufra (infidèles) de l'intérieur des terres étaient régulièrement réduits en esclavage. La région prospère grâce au commerce oriental, et entretient de bonnes relations avec la Chine des Ming. Il s'agit d'une civilisation urbaine, et en grande partie insulaire, centrée autour des archipels de Kilwa, de Zanzibar et de Lamu et des villes côtières de Mélinde, Mombasa ou Pate. Cependant, Kilwa prend rapidement l'ascendant et soumet les autres cités de la région, prospérant grâce aux commerces d’ivoire d’éléphants et d’hippopotames, de cornes de rhinocéros, de cuivre, d'écailles de tortue, de perles et grâce à l’or en provenance des mines de Sofala, dans l’actuel Mozambique. La région est visitée par Zheng He lors de ses voyages en Afrique en 1417-1419 et en 1431-1433, et il parvient jusqu'à Malindi (Mélinde).

### Afrique centrale
Les sources antérieures aux premiers explorateurs européens sont particulièrement rares et concernent surtout le royaume du Kongo et le royaume du Kanem-Bornou. Afin de retracer la trame historique de cette région centrale, les historiens modernes se tournent désormais au recours à l'archéologie ainsi qu'à la linguistique comparée.
L'expansion bantoue s'interrompt vers le Ve siècle. Entre le VIe siècle et le XIVe siècle, les sites archéologiques sont beaucoup plus rares si bien que l'hypothèse d'une pandémie est parfois avancée. Des preuves de présence humaine restent visible, mais en très faible proportion.
Une série de petits royaumes s'établissent dans la dépression de Kamalondo dès le VIIe siècle. Suivant une tradition commune reposant sur des symboles de pouvoirs, cette organisation politique est suffisamment importante pour établir une activité commerciale importante dans le bassin du Congo, puis la développer jusqu'en Afrique de l'Est et l'Océan indien vers le XVe siècle.

## Première époque coloniale

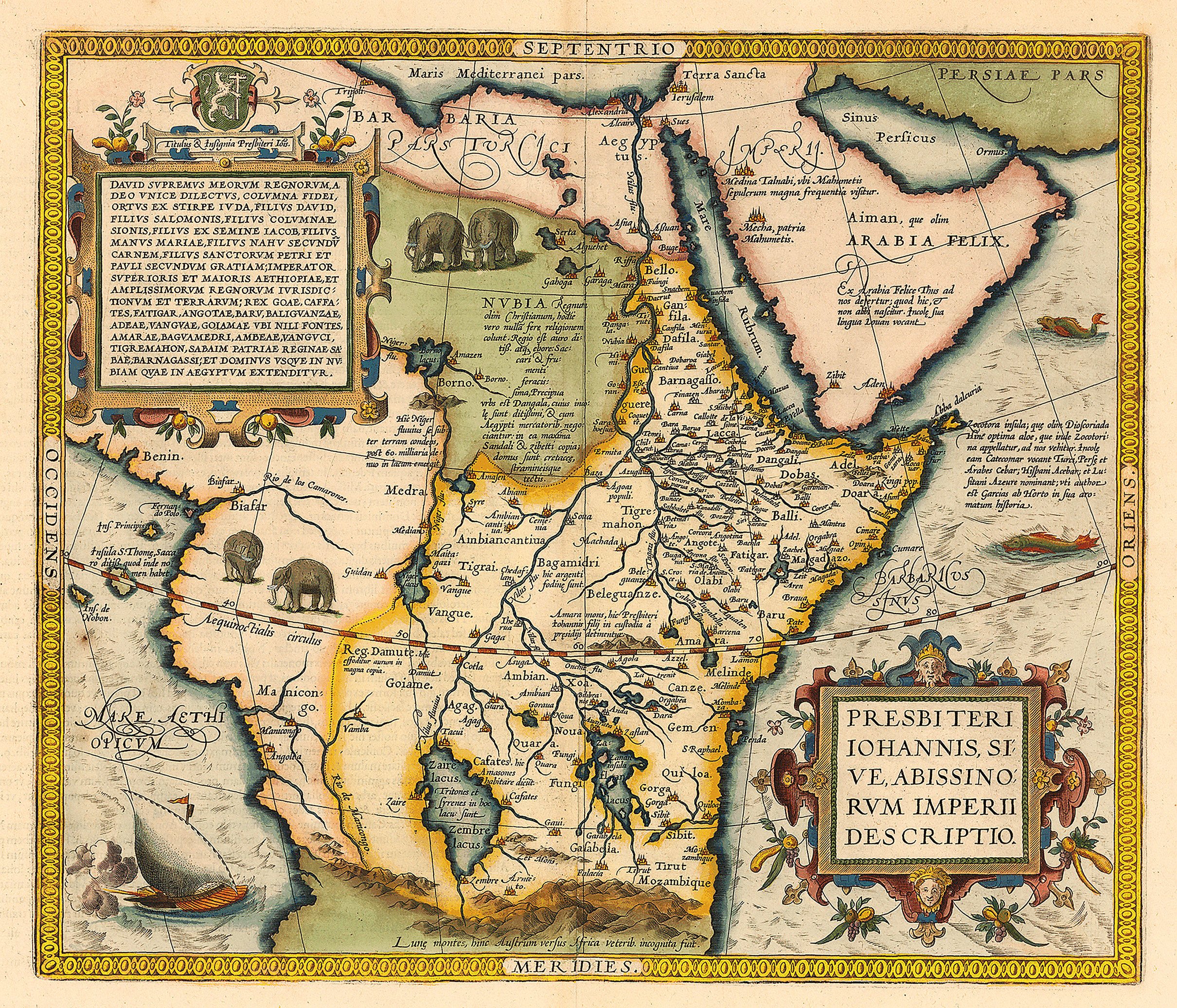
Abraham Ortelius : carte du royaume du prêtre Jean (1570).

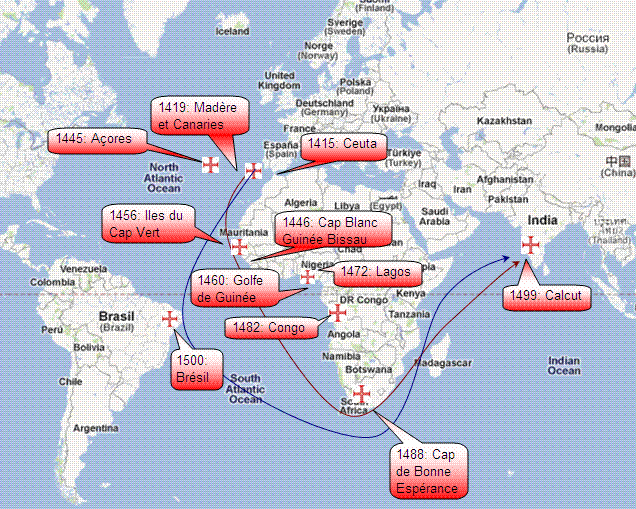
Les découvertes et conquêtes territoriales de l'Ordre du Christ.

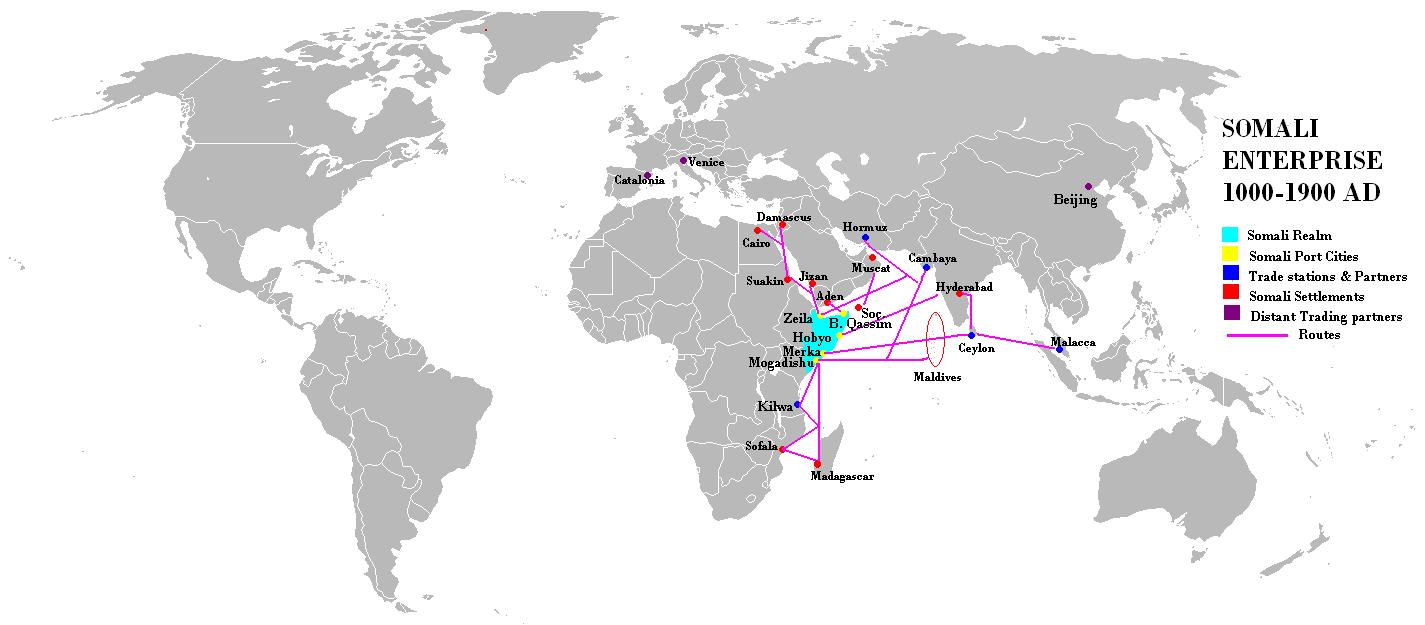
Commerce somali.

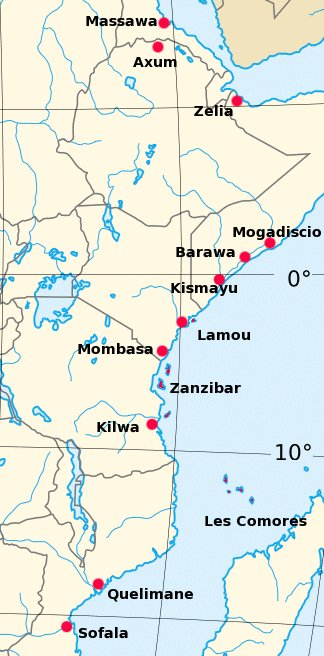
Culture swahilie.

## Première époque coloniale (XVe–XVIIIesiècles)

### Les conquêtes et les comptoirs portugais
Les Portugais commencent leur expansion outre-mer dès 1415, en s'installant à Ceuta (actuel Maroc) puis en s'implantant, au fil du temps, le long de la côte ouest du continent. Cette expansion a commencé au début du XVe siècle par la conquête progressive du littoral atlantique marocain, appelé Algarve africaine, dans l'optique de constituer un « glacis » défensif contre les corsaires de Salé et les pirates barbaresques en général. Ils atteignent le Cap-Vert en 1444, le Sénégal en 1445, le golfe de Guinée en 1460 ; ils doublent le cap de Bonne-Espérance en 1488. En 1452, la papauté concède au Portugal l'exclusivité du commerce avec l'Afrique mais aussi l'activité de mission par le principe du padroado. Au cours de ces explorations, le Portugal sème des comptoirs tout le long de la côte africaine pour profiter du riche commerce intra-africain, mais aussi pour servir de relais sur la Route des Indes aux navires faisant l'aller-retour entre Goa et les Mascareignes d'un côté et la métropole de l'autre. Des implantations territoriales plus importantes sont aussi réalisées dans les régions riches en métaux précieux notamment, comme à Sofala ou en Côte de l'Or, autour de la forteresse d'Elmina, mais aussi en général sur les côtes les plus intéressantes commercialement comme les côtes du Zanguebar autour de Kilwa, Sofala et Mombasa. Cependant, les Portugais gardent une préférence marquée pour les îles et archipels, comme le Cap-Vert, Sao Tomé-et-Principe, Zanzibar ou encore l'île de Mozambique, plus faciles à défendre grâce à leur flotte face aux puissances continentales. Au cours de cette période, l'Afrique joue un rôle de pivot dans le commerce mondial, avec l'extension du commerce des épices vers l'Europe et donc hors de l'océan Indien, mais aussi avec le commerce des esclaves, que les Portugais contrôlent tous deux à cette époque. Cette période voit aussi l'introduction de plants d'origine africaine tels que le café dans l'économie de plantation des colonies du Nouveau Monde à partir des plantations pilotes établies à Sao Tomé et au Cap-Vert.
À partir de ces installations, c'est une guerre commerciale contre l'Empire ottoman que mènent les Portugais, en cherchant à détourner le commerce de l'océan Indien à leur profit. Cette guerre avant tout navale du fait de la géographie de la région (côtes désertiques de la mer Rouge, villes insulaires du Zanguebar dans une moindre mesure), s'appuie sur la question religieuse (entre chrétiens et musulmans, dont l'Empire ottoman et le Portugal se voient comme les protecteurs dans cette région du monde) pour entraîner des conflits terrestres. Ainsi, lors de la guerre adalo-éthiopienne (1527-1543), alors que les troupes afars et somalis de Ahmed Ibn Ibrahim Al-Ghazi soutenues par l'Empire ottoman écrasaient les troupes éthiopiennes et convertissaient de force les populations chrétiennes rencontrées, ce fut l'arrivée en 1541 des Portugais débarqués à Massaoua dirigés par Christophe de Gama qui retourna le cours du conflit. Le négus negest Gelawdéwos, qui avait succédé à David II d'Éthiopie en 1540, fut ainsi en mesure de reprendre la main en dépit de la mort de Christophe de Gama après la bataille de Wofla et de tuer Ahmed Gragn à la bataille de Wayna Daga. Cette bataille marque la fin de l'engagement étranger direct dans le conflit, la reconquête par Sarsa Dengel des territoires perdus étant facilitée par la fin du soutien ottoman au sultanat d'Adal. En dépit de leurs succès initiaux, l'ordre des Jésuites ayant réussi à s'attacher la faveur des Ethiopiens en aidant à lutter contre la famine et les dévastations engendrées par la guerre, les Portugais aussi furent chassés d'Éthiopie après la tentative ratée de Suneyos d'Éthiopie d'imposer par la force le catholicisme à son peuple. À la suite des conquêtes ottomanes des deux côtés de la mer Rouge (eyalet de Habesh, de Yémen, de Djeddah, de Hejaz et de la Mecque), à la fin des années 1630, la présence portugaise se retira de la région pour l'essentiel.
Cependant, la soumission de la côte du Zanguebar par Francisco de Almeida entre 1505 et 1507, si elle permet la conquête et la destruction de plusieurs villes importantes comme Mombasa, Baraawe et Kilwa, entraîne également un effondrement économique et surtout le ressentiment durable des populations. De nombreuses révoltes éclatent ainsi périodiquement dans la région, comme à Mombasa en 1528. En 1587, le massacre des Portugais de l’île de Pemba a été une première alerte pour les occupants européens. Plus tard des responsables portugais qui refusaient de se convertir à l'islam sont exécutés en 1631 à Mombasa, qui avait été reprise en 1599 seulement. À la suite des expéditions navales ottomanes dans l'océan Indien, de nombreuses tentatives sont réalisées par des mercenaires arabes (qui réussirent à libérer le sultanat de Kilwa en 1512), des notables locaux ou encore des fanatiques religieux pour mettre un terme à la domination portugaise. Ce sera au bout du compte Oman qui, à partir de sa guerre d'indépendance contre un Portugal tout juste sorti de l'Union ibérique en 1649-1650, prendra progressivement sa place dans l'océan Indien occidental. En 1730, le Portugal ne contrôle plus que le Mozambique en Afrique de l'Est, et il sera tenu à l'écart du partage de l'Afrique un siècle plus tard.

### L'empire colonial omanais
En 1698, l’imam de Mascate en Oman, Sayyid Sultan bin Saif II encourage les arabes à se révolter, monte une armée de 3 000 hommes, et parvient à reprendre Mombasa aux Portugais, puis Kilwa et Pemba l’année suivante. Il profite pour cela de la faiblesse extrême du Portugal encore en cours de réorganisation après l'accession de la deuxième maison de Bragance au pouvoir, mais également du soutien de la population musulmane réfractaire à l'occupation parfois brutale des Portugais catholiques. Après une guerre civile et un bref passage sous contrôle iranien avec Nader Chah, la libération du pays en 1748 et l'élection d'Ahmed ibn Saïd marque le véritable départ de l'empire colonial d'Oman. Ce dernier profite des richesses de la côte, de la traite des esclaves ainsi que du commerce de l'ivoire, de l'or et d'autres produits venant d'Afrique. Sous domination omanaise, la côte du Zanguebar prospère à nouveau grâce à la puissance navale omanaise et aux bonnes relations qu'entretient le sultanat avec les autres puissances commerciales de la région (les Ottomans, l'Empire moghol, le Gujarat notamment) mais surtout grâce à la stabilité retrouvée après l'expulsion des Portugais. Le commerce des esclaves demeure cependant la principale source de revenu commercial dans la région, avec de fréquents raids esclavagistes vers l'intérieur des terres encore hors de portée des Européens (actuels bassins du lac Tanganyika et du Congo, ainsi que du Zambèze).
L'île de Zanzibar devient le centre de ce riche empire colonial, qui domine désormais tout l'océan Indien occidental et bénéficie de sa position stratégique entre le Moyen-Orient (et à travers lui l'Europe), l'Afrique et l'Asie. Sous le règne de Saïd ben Sultan al-Busaïd, au tout début du XIXe siècle, la capitale du royaume est transférée à Zanzibar, et Oman ne devient plus qu'une province parmi d'autres, quoique gouvernée par le prince héritier du sultan d'Oman et de Zanzibar, le nouveau titre du sultan. À sa mort en 1856, l'empire est partagé au terme d'une guerre de succession entre ses deux fils. Thuwaïni ibn Sultan hérite ainsi de Mascate et Oman et Majid ben Saïd, fonde à cette occasion le sultanat de Zanzibar. Les deux moitiés tomberont dans la sphère d'influence de l'Empire britannique avant la fin du siècle.

### Les siècles de la traite

#### Traite négrière

Navire négrier

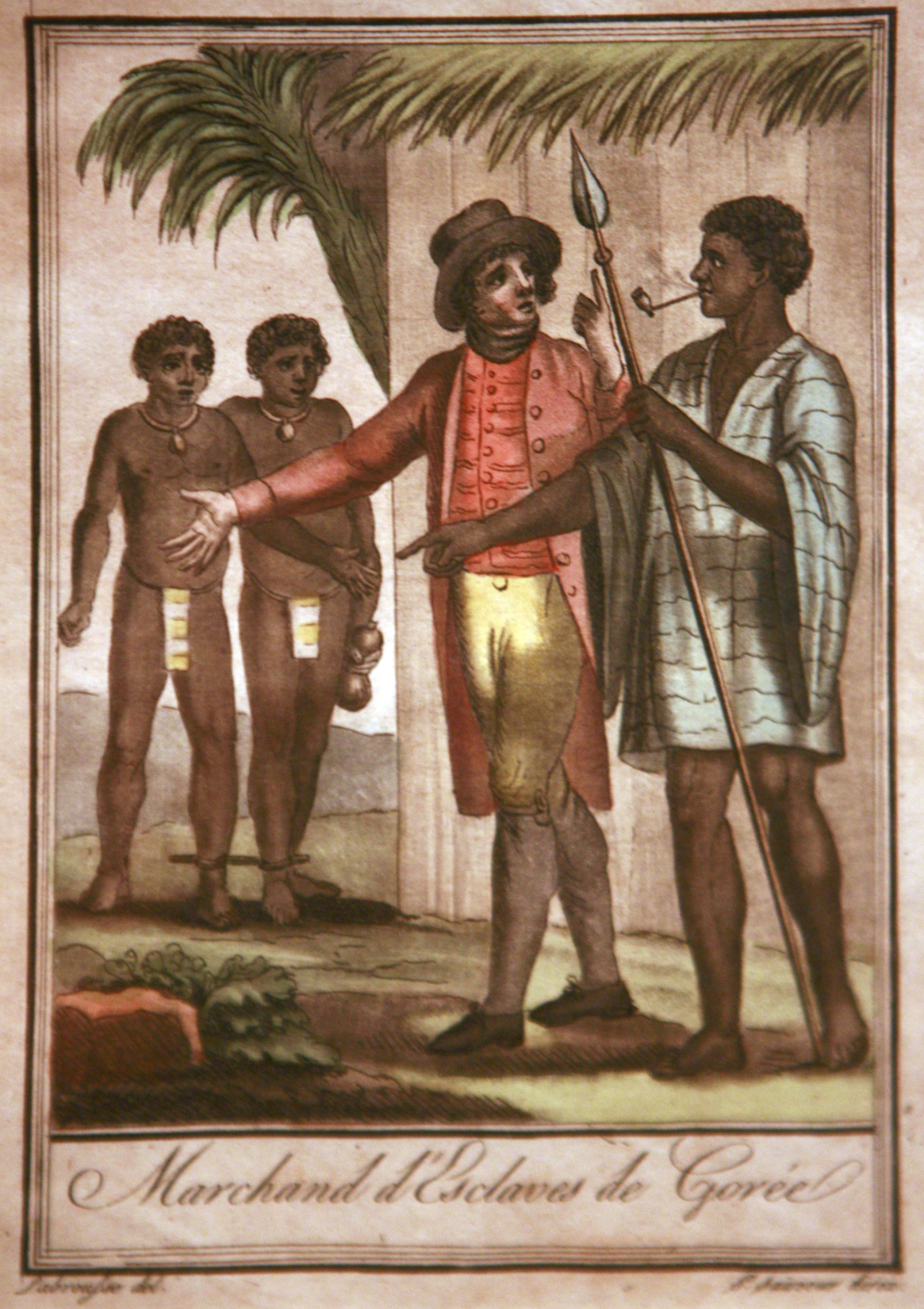
Marchands d'esclaves à Gorée (v. 1797).

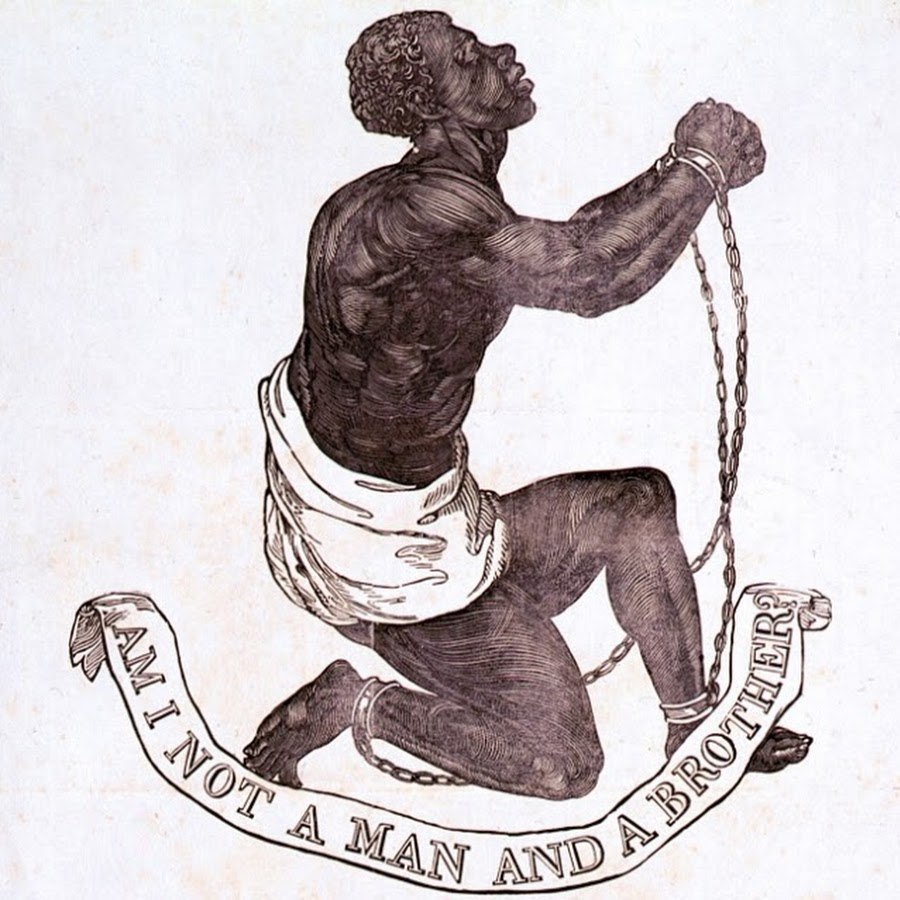
Médaillon officiel de la Société britannique anti-esclavage. L'inscription dit : Ne suis-je pas un homme et un frère ? (1795).

Le commerce des esclaves (traite négrière) se développe considérablement avec l'arrivée des Portugais, au XVe siècle. Des esclaves africains, venus d'Arguin (île de l'actuelle Mauritanie), sont vendus dans la ville portugaise de Lagos dès 1444 et « les premiers esclaves noirs sont introduits à Hispaniola dès 1493 ». Les Portugais découvrent les îles du Cap-Vert en 1456 puis celles de Sao Tomé-et-Principe en 1471, désertes à l'époque, s'y installent et commencent à cultiver la canne à sucre grâce à des esclaves venus du continent. Ils instaurent ainsi une économie de plantation rapidement transposée aux colonies américaines ; en 1505, le premier circuit triangulaire se met en place, à destination de Cibao et d'Hispaniola. « Les Portugais furent la première et, pendant cent cinquante ans, la seule nation européenne engagée dans la traite négrière atlantique. » Les circuits sont, dès leurs débuts à la fin du XVe siècle, contrôlés et organisés ; le roi du Portugal accorde des droits exclusifs de navigation ou des droits de commercialisation en échange de redevances,.
Cette traite atlantique s'accélère lorsque l'exploitation du continent américain par les Européens s'accompagne d'une forte demande de main-d'œuvre pour les plantations de canne à sucre, café, cacao, coton, tabac… qui se développent massivement dans la seconde moitié du XVIe siècle. La demande concerne aussi, dans une moindre mesure, l'exploitation des mines d'argent et d'or du Pérou et du Mexique,. Les implantations portugaises puis, plus largement, européennes, de la côte ouest-africaine deviennent les plaques tournantes de la traite tandis qu'à l'intérieur du continent, de complexes circuits d'échanges s'établissent, la traite atlantique européenne se conjuguant aux circuits antérieurs qui perdurent, ceux de la traite orientale de la côte est, ceux destinés à une demande intérieure comme dans l'empire de Sokoto ou au royaume du Kanem-Bornou et enfin ceux de la traite transsaharienne orientés vers le nord.
Les autres puissances européennes s'engagent dans la traite aux XVIe et XVIIe siècles, impliquant les Français, les Anglais, les Néerlandais et même les Danois et les Suédois. Ces autres nations européennes suivent la même voie que le Portugal, créant des compagnies « à charte » (bénéficiant d'un monopole ou d'un privilège accordé par un État). Cependant, au fil du temps, elles sont progressivement remplacées par des compagnies d'initiatives purement privées ; vers 1720, ces dernières dominent le commerce, profitant de la dérégulation progressive concédée par les gouvernements européens. La place des pays dans la traite fluctue au gré des luttes et des rapports de force entre nations européennes. La fin du XVIIe siècle est marquée par la domination française, et c'est l'Angleterre qui domine la traite atlantique à son apogée, au XVIIIe siècle.
Les Européens ne pénètrent pas encore à l'intérieur du continent. Implantés sur le littoral, ils commercent avec les ethnies et les royaumes côtiers qui livrent les esclaves capturés à l'intérieur des terres. Des royaumes africains, à la fois guerriers et commerçants, prospèrent ainsi grâce à ce commerce — qui coexiste avec la traite orientale —, tels le royaume du Dahomey, le royaume du Kongo, l'Empire ashanti ou le royaume du Kanem-Bornou,, au détriment notamment de l'Afrique intérieure, « objet de razzias incessantes ». Cependant, cet enrichissement a pour effet pervers de détourner les ressources de ces États vers les razzias et l'exportation d'esclaves, très rentables, au détriment du développement d'une proto-industrie, plus difficile à mettre en place et bien moins rentable. L'écart technologique et la dépendance économique grandissants qui en résultèrent vis-à-vis des Européens prépara le terrain pour le Partage de l'Afrique.
Le nombre d'esclaves déportés depuis l’Afrique au titre de la traite atlantique est évalué à douze millions environ en 400 ans,,.

#### La traite intra-africaine
Depuis le début du Moyen Âge, voire avant, la traite des esclaves a existé en Afrique. Celle-ci est souvent de mise entre les sultanats musulmans et leurs voisins, qui sont souvent ponctionnés en esclaves, que ce soit à l'issue de raids entraînant la capture de la population d'un village païen par exemple, ou au terme d'une guerre entre deux États. Le traité du Baqt signé entre l'Égypte musulmane et la Makurie prévoit ainsi l'envoi tous les ans puis tous les trois ans de centaines d'esclaves nubiens en Égypte comme prix d'une paix durable entre les deux nations. De même, les royaumes de la côte du Zanguebar ou le Royaume du Kanem-Bornou menaient de fréquentes attaques sur leurs voisins païens ou infidèles, qui en tant que non-musulmans n'étaient pas protégés par la charia, la loi islamique, et pouvaient donc être spoliés, capturés et vendus sans problèmes. La justification de cette traite était souvent idéologique, voire anthropologique; ainsi, la capture d'infidèles et leur utilisation en tant qu'esclaves pouvaient être préalables à l'apprentissage de l'arabe et à la conversion à l'Islam, qui étaient un moyen pour un esclave d'être affranchi et de devenir un homme libre, désormais protégés par la charia au même titre que leurs anciens maîtres. De plus, l'historien et philosophe Ibn Khaldoun au XIIIe siècle voit la justification de la traite dans une optique civilisatrice : là où les royaumes du Maghreb et les sultanats d'Afrique de l'Ouest (en particulier le Mali à l'époque) sont considérés comme civilisés, il voit dans les tribus païennes des sauvages qui seraient plus proches du singe, qu'il reconnaît en tant qu'ancêtre de l'homme, que de l'homme civilisé. Il est donc acceptable à ses yeux de faire le commerce de ces hommes ainsi qu'on ferait le commerce de bêtes sauvages, non en raison de leur couleur de peau mais plutôt de leur ignorance supposée de toute forme de civilisation.
Cette traite servait souvent de soutien économique pour les États qui la mettaient en place. Les esclaves servaient ainsi de main-d'œuvre bon marché qui venaient mettre en culture de nouveaux champs et défricher des zones forestières, ce qui venait appuyer le développement économique. Ainsi, le royaume du Kanem-Bornou exploitait ses esclaves pour mettre en valeur les contrées parfois difficiles et régulièrement dévastées par les conflits autour du lac Tchad. Cependant, l'empire de Sokoto, fondé par Ousman dan Fodio au début du XIXe siècle à la suite d'un jihad lancé contre les cités-états haoussas du Nigeria actuel en est le meilleur exemple. L'empire eut jusqu'à la moitié de sa population réduite en esclavage (en tant que prisonniers de guerre), soit 2,5 millions aux débuts de l'empire. Comme ailleurs, ces derniers servaient dans le cadre d'une économie de plantation, en particulier après le début du déclin de la traite atlantique. Cela dit, à la différence des esclaves au Sud des États-Unis qui étaient la plus grande nation esclavagiste à l'époque, les esclaves avaient le droit de posséder des biens en travaillant sur des terres leur appartenant, et la conversion à l'islam permettait d'intégrer la communauté des croyants et donc d'être affranchis.
Cela étant dit, la traite des esclaves intra-africaine était également souvent destinée à l'export. La route la plus connue est celle du commerce transsaharien, où les esclaves capturés en Afrique de l'Ouest étaient exportés au Maroc ou en Tunisie. Sennar (Funj), capitale du sultanat du même nom, fut quant à elle en position de quasi-monopole pour les exportations vers l'Égypte. Ces esclaves sont appelés en arabe zenj, ce qui se traduit littéralement par Noirs. Cependant, une traite d'envergure plus modeste mais néanmoins importante existait également en direction de l'Arabie mais aussi de l'Indonésie, par l'intermédiaire des sultanats de la côte de l'océan Indien (swahilis, dont Zanzibar, Kilwa...). L'inscription de Kancana notamment, trouvée dans l'Est de Java (Indonésie) et datée de 860 ap. J.-C., mentionne, dans une liste de personnes dépendantes, le mot jenggi, c'est-à-dire zenj. Un ouvrage arabe, les Merveilles de l'Inde, rapporte le témoignage d'un marchand du nom d'Ibn Lakis qui, en 945, voit arriver sur la côte de Sofala, « un millier d'embarcations » montées par des Waq-waq" (nom arabe donné aux Indonésiens) qui viennent d'îles « situées en face de la Chine » chercher des produits et des esclaves zenj. Ces réseaux préexistants furent d'abord repris tel quel et dynamisés par l'arrivée des Européens, en particulier dans un premier temps des Portugais, dont la demande en esclaves allait grandissant. Même lorsque les Européens commencèrent à s'implanter en Afrique, cela fut le plus souvent à l'embouchure de fleuves ou dans des régions à proximité de ces réseaux déjà existants (embouchure du Bénin, côte de Guinée ou encore Mozambique) en vue de pouvoir commercer plus facilement avec les chasseurs d'esclaves en court-circuitant les marchands africains. L'arrivée des Européens entraîna donc davantage le développement exponentiel et la réorientation vers l'Atlantique d'un commerce d'exportation déjà existant que la naissance d'un phénomène nouveau.

### Nouvelles structures politiques

#### Féodalisation et centralisation des pouvoirs
Entre les XVIe et XVIIIe siècles, de nouvelles structures politiques émergent en Afrique, en lien avec l’expansion de systèmes féodaux venus d’Europe, du Moyen-Orient et du monde islamique. Ces formes d’organisation politique et socio-économique s’imposent progressivement, en particulier dans les régions islamisées ou soumises à des influences extérieures. Le régime féodal, caractérisé par des rapports de vassalité, de suzeraineté et la spéculation sur les moyens de production (notamment la terre), s’implante dans plusieurs zones du continent. En Afrique du Nord, les structures ottomanes, telles que le beylik, renforcent les hiérarchies foncières en concédant des terres selon des systèmes de fermage ou de métayage, tout en contrôlant le commerce et la production artisanale.
Au sud du Sahara, la diffusion du féodalisme prend des formes variées. Les sociétés agraires reposant sur le lamana — un mode d’occupation de la terre fondé sur l’usage sans droit de vente ni location — coexistent avec des structures d’allégeance d’inspiration féodale. Dans la région sahélienne, des chefs religieux et guerriers instaurent des fiefs en s’appuyant sur des liens religieux ou militaires. En Éthiopie, une aristocratie foncière se forme, concentrant terres et pouvoir politique, notamment au nord, avant d'étendre ce modèle au sud à travers la création de garnisons (ketema) et de domaines (gasha).
Dans la région des Grands Lacs, notamment au Rwanda et au Burundi, des formes de dépendance pastorale–agraire assimilables à des rapports féodaux se développent sous la forme de relations de clientèle entre pasteurs et agriculteurs. L’expansion de l’islam dans l'Afrique de l'Ouest favorise l’établissement d’émirats musulmans fondés sur le droit coranique, avec la création de fiefs (iqṭāʿ) et la fiscalisation des terres. Les institutions traditionnelles comme la mansaya se trouvent supplantées ou intégrées dans un cadre féodal islamisé, notamment dans les califats de Sokoto, du Fouta Toro et du Fouta-Djalon.

#### Adaptations économiques
Dans les centres urbains, des sociétés de castes et de guildes se développent afin de mettre l'accent sur une économie artisanale et manufacturière. Cependant, ce système provoque le déclin des échanges entre villes et campagnes. Avec l’effondrement de l’agriculture vivrière et la ponction démographique induite par la traite, les populations rurales doivent réinventer leurs stratégies de survie. La généralisation de l’agriculture de subsistance communautaire — maïs, igname, mil, fonio — a constitué une réponse à l’insécurité et à la raréfaction des circuits marchands. Le troc local redevient la norme là où les marchés monétisés déclinent. Dans ce contexte, l’autonomie économique des petits groupes prend le pas sur les échanges à grande échelle.
En parallèle, la période est marquée par une démultiplication des conflits dont l'enjeu est la captation et le contrôle des nouvelles voies commerciales. Ces conflits renforcent l'industrie des métaux et la captation d'esclaves. Une économie basée sur le pillage se met en place dans plusieurs régions. La piraterie barbaresque se développe également en Afrique du Nord, ciblant cette fois le pillage des voies commerciales méditerranéennes. Les répercussions de cette économie du pillage touche également les pays du Nil, de la Corne de l'Afrique et de l'océan Indien qui bénéficiaient jusqu'alors du commerce dans l'océan Indien.
L’implantation des comptoirs européens sur la façade atlantique introduit un nouveau type d’économie, fondée non plus sur l’échange réciproque mais sur l’exportation forcée de richesses humaines et naturelles. Dans cette économie de comptoir, la spécialisation économique devient extravertie : certaines régions se concentrent exclusivement sur l’approvisionnement en esclaves ou en matières premières destinées à l’exportation, au détriment des circuits internes. Les élites africaines locales, souvent cooptées ou corrompues, adaptent leurs modes de gouvernance et de production à cette logique prédatrice. La capture de main-d'œuvre devient un facteur de puissance politique et de richesse individuelle, ce qui entraîne un affaiblissement durable des capacités productives locales.

#### Principales structures politiques
En Afrique du Nord, la région maghrébine forme un sous-système intégré à l’Empire ottoman. L’Égypte, bien que sous domination ottomane, constitue une entité politique à part, avec ses propres équilibres internes. Plus à l’est, l’Éthiopie représente un pôle politique structuré et ancien, tandis que la Nubie se décline en plusieurs sultanats. Dans la région des Grands Lacs, le royaume du Bunyoro-Kitara domine un espace étendu, en relation avec les cités-États swahili de la côte est, comme Kilwa, Mombasa ou Sofala, et avec les territoires du haut Zambèze. À la fin du XVIe siècle, la région sud du Zambèze était dominée par l'empire du Monomotapa.
En Afrique centrale, deux grands ensembles dominent : d’un côté, les royaumes du Kongo et du Tio, de l’autre, le royaume luba. Les populations vivant dans les zones forestières échappent en grande partie à ces formes étatiques. Plusieurs États se centralisent comme le Kanem-Bornou, le Kayor en Sénégambie, le Dahomey dans le golfe de Guinée. Des zones auparavant peu structurées sont intégrées dans des États dotés de structures centralisées. 

## Le partage de l'Afrique

### Explorations

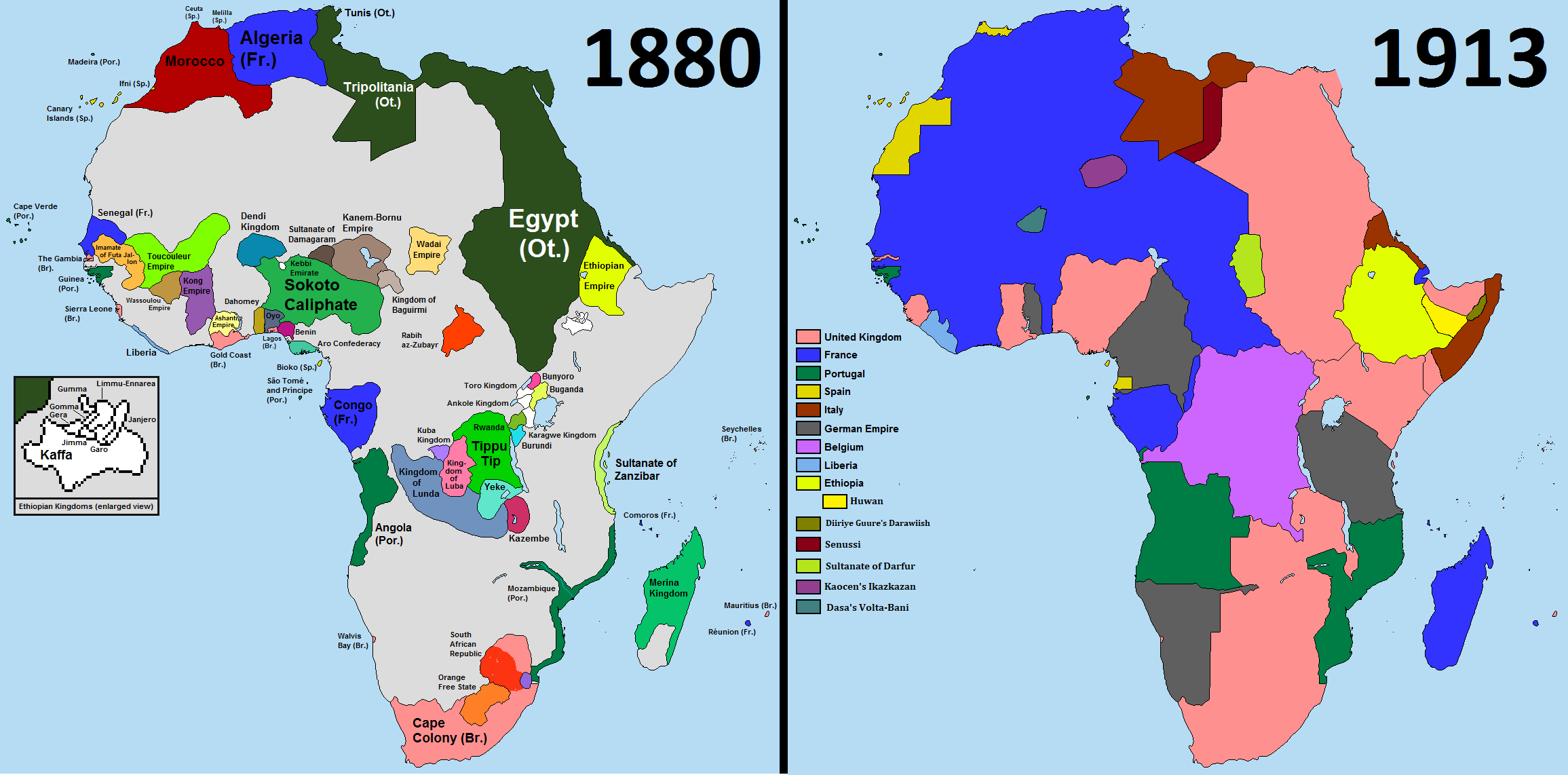
L'expansion coloniale européenne de 1880 à 1913

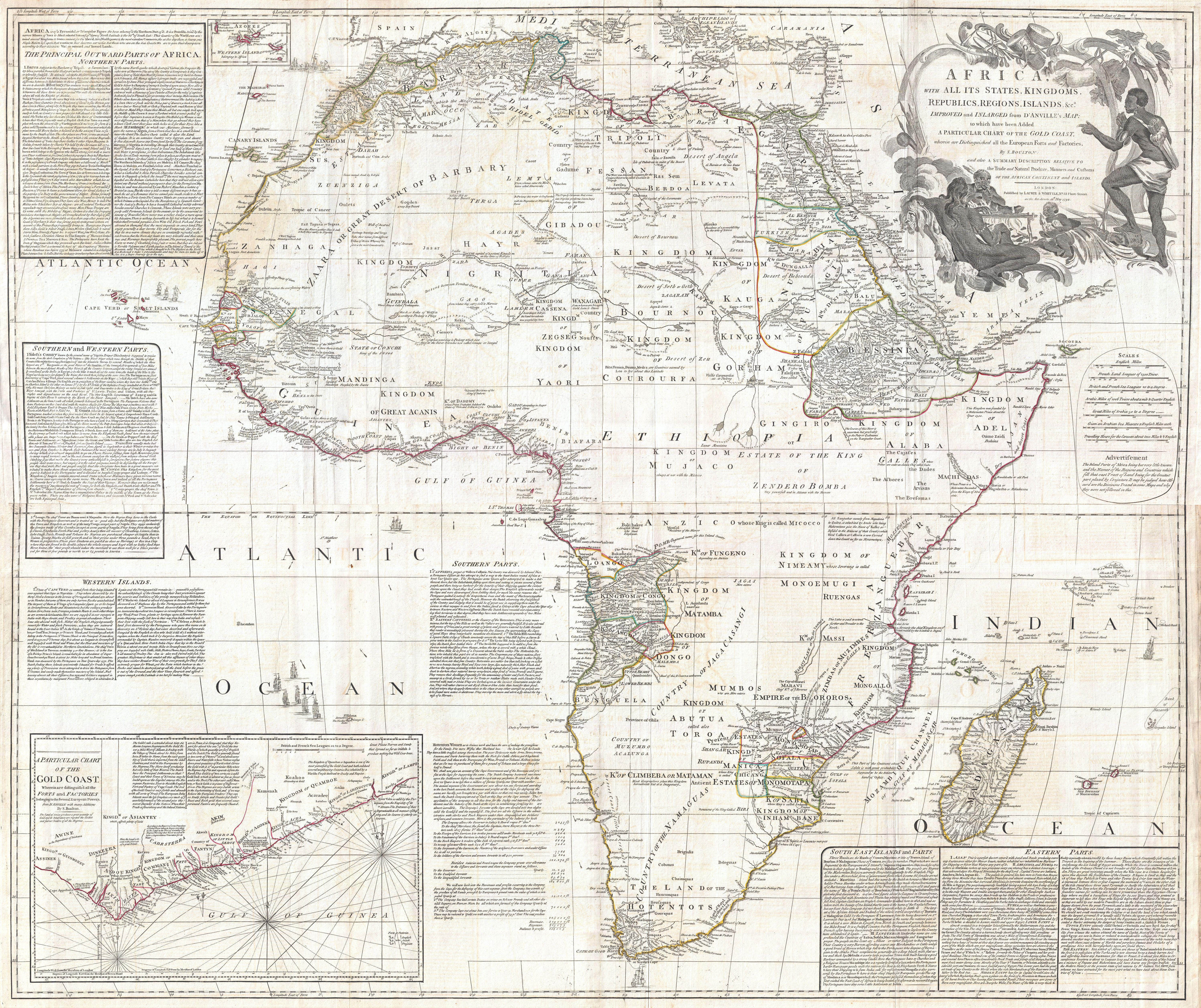
Carte de l'Afrique, avec tous ses États, royaumes, républiques, régions, îles, etc., réalisée en 1794 par Solomon Bolton. Il s'est appuyé sur les travaux de Jean-Baptiste Bourguignon d'Anville avec en plus la Côte de l'Or où sont distingués tous les forts et usines européens. Elle comporte aussi une description relative au commerce et aux produits naturels, aux manières et aux coutumes du continent africain et de ses îles. Elle rassemble les connaissances scientifiques de l'époque. Malgré tout elle comporte de nombreuses erreurs, comme l'indication d'une communauté de Juifs près de ce qui serait aujourd'hui le Mali ; bien qu'une très petite communauté de commerçants juifs ait vécu au Mali au, la plupart avaient été tués ou convertis à l'Islam au.

À la fin du XVIIIe siècle, l'esprit du moment en Europe est celui de la curiosité scientifique — qui justifie l’exploration — et celui de l'impérialisme culturel — qui pousse à évangéliser les populations tout en commerçant — ; c'est la « théorie dite des « trois C » […] [qui] consiste à associer les termes de civilisation, de commerce et de christianisme pour en faire les fondements de l’idéologie coloniale,. » À côté des sociétés abolitionnistes, des sociétés d'exploration (l'African Association par exemple, fondée en 1788 en Angleterre) et des sociétés missionnaires (ainsi la London Missionary Society, créée en 1795) apparaissent à ce moment. Dans les débuts du XIXe siècle, l'intérieur de l'Afrique reste largement inexploré, et les informations géographiques ou ethnographiques concernant le continent sont très anciennes, ; lorsque René Caillié part à la découverte de Tombouctou, qu'il atteint en 1828, « les dernières informations concernant la ville dataient du XVIe siècle et émanaient des récits de Léon l'Africain. » Sous l'impulsion anglaise, la fin du XVIIIe siècle puis le XIXe et le début du XXe siècle voient donc de grandes expéditions se monter, financées par les sociétés missionnaires, les sociétés d'exploration, les grands journaux et les États. Parallèlement, les missions chrétiennes s'implantent massivement dans tout le continent ; il en existait quelques-unes au début du XIXe siècle, elles se comptent par dizaines à la fin du même siècle.
Les explorations et les missions n'ont pas que des visées « désintéressées », scientifiques et évangélisatrices ; dans les faits, une exploration « précède souvent des prises de possession coloniales. » Notable exemple du phénomène, à la fin du XIXe siècle, Léopold II de Belgique commandite plusieurs expéditions, dont une menée par l'explorateur Henry Morton Stanley,, lequel crée l'État indépendant du Congo, en 1885, qui sera la propriété personnelle du roi.

### Seconde époque coloniale

L'Afrique coloniale en 1913 : la partition d'un continent.
Allemagne
Belgique
Espagne
France
Grande-Bretagne
Italie
Portugal
États indépendants

La période coloniale en Afrique s'étend de la Conférence de Berlin (1884-1885) aux indépendances des années 1960 et constitue l'acte fondateur des frontières des actuels États africains : les puissances coloniales se partagent alors l'Afrique lors de la conférence de Berlin en 1884-1885.

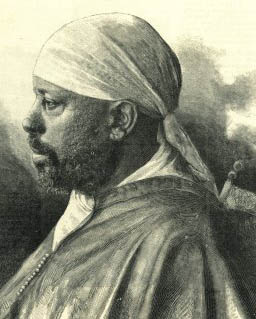
La bataille d'Adoua où les italiens sont défaits par les troupes du Negusse Negest Menelik II, en 1896, marque un tournant historique dans la colonisation de l'Afrique

Carte rose (projet portugais, 1887).

En 1880, à l'aube de la colonisation massive, moins de 20 % du continent est aux mains des Européens. Il s’agit, à l'ouest, de zones côtières et fluviales, tandis que l'Afrique orientale est exempte de présence européenne. Seule l'Afrique australe est significativement occupée, 250 km à l'intérieur des terres, ainsi que l'Algérie, conquise par les Français en 1830.
Entre 1880 et 1910, en un laps de temps très court du fait de la supériorité technologique des Européens, la quasi-totalité de son territoire est conquise et occupée par les puissances impérialistes qui instaurent un système colonial. La période après 1910 est essentiellement celle de la consolidation du système.
Ce déferlement entraîne des frictions entre les nations européennes ; c'est notamment le cas pour la zone du Congo où les intérêts belges, portugais et français se confrontent et pour l'Afrique australe, où se combattent Britanniques et Afrikaners. Afin de traiter la situation, les États européens organisent, en l'absence de tout représentant africain, à la fin de 1884 et au début de 1885, la conférence de Berlin qui débouche sur un traité fixant les règles auxquelles les signataires acceptent de se soumettre dans le cadre de leur processus de colonisation, ainsi que la distribution des différentes terres du continent entre les puissances européennes. Cela a pour effet d'accélérer la colonisation et donc le déploiement des « 3 C » (commerce, christianisme, civilisation) au nom du « fardeau de l'homme blanc ».
Deux pays échappent au partage de l'Afrique, le Liberia, créé par une société de colonisation américaine en 1822 et ayant proclamé son indépendance le 26 juillet 1847 et l'Éthiopie, État souverain depuis l'Antiquité, qui parvient à repousser la tentative de colonisation des Italiens auxquels elle inflige une défaite à la bataille d'Adoua, le 1er mars 1896. Il s'agit de la première victoire décisive d'un pays africain sur les colonialistes,.
Ce que les francophones nomment « partage de l'Afrique », mettant ainsi l'accent sur les conséquences pour le continent, est appelé Scramble for Africa (« la ruée vers l'Afrique ») par les anglophones, qui mettent ainsi en exergue les causes. Ce terme est corrélé avec l'analyse économiste qui avance que cette colonisation est déclenchée par les besoins en matières premières des économies européennes, engagées dans la révolution industrielle et dans le commerce international. Le terme fait aussi référence à la compétition économique que se livrent les nations sur le sol africain. Pour l'acception économiste, inspirée par John Atkinson Hobson, l'impérialisme et la colonisation sont les conséquences de l'exploitation économique pratiquée par les capitalistes et le résultat des rivalités entre les nations.
La plupart des régimes coloniaux mettent fin, de jure, à l'esclavage dans leur zone d'influence — quoique la pratique perdura de facto pendant longtemps encore —, assumant ainsi un rôle de « mission civilisatrice »,. Cependant, la portée de cette abolition est à relativiser, car avec la fermeture progressive des marchés d'esclaves européens la traite avait périclité depuis longtemps déjà. C'est un second volet explicatif de la « ruée » : le sentiment de supériorité de l'Europe vis-à-vis de l'Afrique, conforté par les théories du darwinisme et de l'atavisme social, ainsi que par le racialisme. La période de la traite négrière a aussi contribué à ce sentiment, laquelle avait vu la montée du sentiment raciste et l'idée de hiérarchie entre les races (courant de pensée dit racialiste, incarné par exemple par Gobineau, auteur d'un Essai sur l'inégalité des races humaines en 1855), tout cela justifiant d'apporter "la" civilisation et le christianisme aux peuples du « continent noir », via le « sabre et le goupillon ».
Enfin, le sentiment nationaliste des pays européens joue aussi un rôle, la compétition pour la domination de l'Afrique en étant un des aspects.
L'économie coloniale qui se met en place repose principalement sur deux secteurs : l'extraction minière et la traite de produits agricoles. L'activité commerciale internationalisée (économie de traite) est aux mains des Européens via leurs firmes pratiquant l'import-export, lesquelles disposent du capital nécessaire à l'investissement local.
Plusieurs dispositifs structurent cette économie : l'impôt de capitation, qui contraint les Africains au travail salarié pour le compte des colons afin d’acquitter l'impôt, les plantations obligatoires, l'« abject » travail forcé et le travail migratoire, le déplacement des populations, la saisie des terres, le code de l'indigénat sous ses diverses variantes qui excluent les colonisés du droit commun, l'indirect rule britannique. Cela déstabilise fortement les structures sociales en place ainsi que le système productif, ce qui conduit à la pauvreté, à la sous-alimentation, aux famines et aux épidémies. Ces pratiques, déjà brutales par essence, s’aggravent de répressions sanglantes contre les soulèvements et les résistances. La répression des héréros (1904-1907) est ainsi qualifiée de « premier génocide du XXe siècle »,. Les pertes humaines sont telles que la démographie du continent en est affectée : « les deux ou trois premières décennies de l’ère coloniale (1880-1910 environ) […] provoquèrent  […] une forte diminution de la population. »

## La quête de l'autonomie politique et les indépendances

### L'impact de la Première Guerre mondiale
Les prémices de l'émancipation de l'Afrique remontent à la Première Guerre mondiale. Celle-ci mobilise 1,5 million de combattants africains et, au total, 2,5 millions de personnes sont touchées, d'une manière ou d'une autre, par l'effort de guerre. Pour les Africains, la guerre permet de rompre avec le rapport déséquilibré du colonisé à son « maître », à tel point, par exemple, qu'en « Guinée, le retour des anciens combattants fut le prélude de grèves, d’émeutes dans les camps de démobilisation et d’une contestation de l’autorité des chefs. » Le traité de Versailles de 1919 dépouille l'Allemagne de ses colonies, que les vainqueurs se partagent, ce qui trace à peu près les frontières de l'Afrique actuelle.
La période qui suit, jusqu'à l'aube de la Seconde Guerre mondiale, est parfois qualifiée d'« apogée » de la colonisation ; les puissances coloniales construisent des routes, des voies ferrées, des écoles et des dispensaires. l'Afrique subsaharienne (Afrique noire) connut une période particulièrement difficile durant l'entre-deux guerres et une misère profonde régnait lors de la Grande Dépression; l'écrasement de nombreuses révoltes laissa les populations désemparées ce qui favorisa l'essor de mouvements messianiques plus ou moins liés à des revendications d'indépendance. Plusieurs Églises d'institution africaine furent fondées à cette époque : le Kimbanguisme au Congo, l'Église harriste en Côte d'Ivoire, le mouvement Aladura issu du Nigeria ou l'Église chrétienne de Sion depuis l'Afrique du Sud.
La révolution égyptienne de 1919 contre le colonialisme britannique en Égypte et au Soudan aboutit à l'indépendance de l'Égypte en 1922, encore associée au Royaume-Uni pour 30 ans. À cette époque, l'Afrique s'intègre de plus en plus à l’économie mondiale, et le continent bénéficie jusqu'en 1950 environ, date à laquelle culminent les profits des entreprises, de la reprise — interrompue par la Seconde Guerre mondiale — qui suit la crise de 1929.
L'Éthiopie est le seul État africain, avec le Liberia, qui n'ait pas été colonisé par une puissance européenne, le pays ne connut qu'une brève occupation de 5 années (1936-1941). Le Liberia était colonisé par les États-Unis pour y installer des esclaves noirs libérés. Une des raisons est qu'à l'instar de rares pays africains (Égypte, Maroc), l'Éthiopie est un Empire historiquement constitué (le pays de Kousch décrit dans la Bible) avec une longue tradition guerrière du fait de luttes incessantes et solitaires contre ses voisins musulmans, mais aussi liturgique et littéraire. Elle ne fut pas « inventée » du fait des colonisations européennes du XIXe siècle. Cela explique, du moins en partie, le choix d'Addis-Abeba pour l'accueil du siège de l'Union africaine en 1963.

### Décolonisation
Les aspirations nationalistes africaines menèrent aux indépendances qui s'étalèrent de 1910 à 1975 suivant les pays. Les régimes qui s'installèrent ne furent pas démocratiques et peinèrent à développer leurs pays. L'Afrique fut jusqu'aux années 1990 instrumentalisée par les puissances de la guerre froide. Depuis la chute du mur de Berlin, les pays africains oscillent entre guerres civiles et processus de démocratisation.